# 21 Pułk Piechoty „Dzieci Warszawy”
21 Warszawski Pułk Piechoty „Dzieci Warszawy” (21 pp) – oddział piechoty Wojska Polskiego w II Rzeczypospolitej.
Pułk sformowany został w 1918 jako 1 Okręgowy Warszawski Pułk. Jego poszczególne bataliony walczyły w wojnie polsko-ukraińskiej. Całością sił wziął udział w wojnie polsko-bolszewickiej. Walczył na froncie litewsko-białoruskim i w obronie Warszawy.
W okresie międzywojennym stacjonował w garnizonie Warszawa na Cytadeli. Wchodził w skład 8 Dywizji Piechoty.
W kampanii wrześniowej walczył w składzie macierzystej dywizji. W składzie Armii „Modlin” wziął udział w ostatniej fazie bitwy pod Mławą. Od 10 września bronił Warszawy.

## Formowanie i zmiany organizacyjne
Pułk formowano od 11 listopada 1918 w Warszawie, jako 1 okręgowy warszawski pułk.
Kadrę w większości stanowili żołnierze I Korpusu Polskiego gen. Józefa Dowbora-Muśnickiego w Rosji oraz POW. Dowództwo powierzono płk Bolesławowi Jaźwińskiemu, a organizację I batalionu kpt. Stanisławowi Wrzalińskiemu.
27 listopada pułk przemianowany został na 21 pułk piechoty
28 listopada 1918 I batalion pod dowództwem Wrzalińskiego liczył już 870 ludzi – wyłącznie ochotników. Do I batalionu oprócz Dowborczyków i członków POW zaciągnęło się wielu uczniów warszawskich szkół średnich, młodzieży robotniczej i inteligentów. Pułk złożył przysięgę 13 grudnia 1918 w Warszawie na placu Saskim.
W grudniu 1919 batalion zapasowy pułku stacjonował w Warszawie.
| Obsada personalna pułku w 1920  | Obsada personalna pułku w 1920       |
| Stanowisko                      | Stopień, imię i nazwisko             |
| ------------------------------- | ------------------------------------ |
| Dowódca                         | mjr Zdzisław Przyjałkowski           |
| Adiutant                        | por. Bolesław Szulc                  |
| Referent oświatowy              | ppor. Stanisław Czernik              |
| Oficer łączności                | por, Antoni Krzyczkowski             |
| Lekarz                          | por. lek. Tadeusz Bokiewicz          |
| Lekarz                          | kpt. lek. Mieczysław Bakman          |
| Kapelan                         | ks. Jan Litwiński                    |
| Dowódca taborów                 | ppor. Walery Żurakowski              |
| Dowódca I batalionu             | mjr Aleksander Potrykowski           |
| Dowódca I batalionu             | mjr Ludwik Żuławski                  |
| Dowódca I batalionu             | mjr Łukowski? (IX)                   |
| Dowódca I batalionu             | mjr Ludwik Żuławski (X)              |
| Adiutant                        | ppor, Roman Rumijewski               |
| Oficer gospodarczy              | ppor. Edward Gorczyński              |
| Oficer prowiantowy              | ppor. Józef Perzyński                |
| Lekarz                          | pchor. san. Stefan Dobryszycki       |
| Dowódca 1 kompanii              | ppor. Czesław Oborski                |
| Dowódca 2 kompanii              | ppor. Bolesław Kachel                |
| Dowódca 3 kompanii              | ppor. Jan Rybczyński                 |
| Dowódca 4 kompanii              | ppor, Edward Lubowićki               |
| Dowódca plutonu                 | ppor. Antoni Gumielach               |
| Dowódca 1 kompanii km           | por. Bronisław Surewicz              |
| Dowódca II batalionu            | mjr Karol Michalski                  |
| Adiutant                        | ppor. Aleksander Pacewicz            |
| Oficer gospodarczy              | ppor. Zygmunt Gryglaszewski          |
| Lekarz                          | ppor. podlek. Bronisław Pianko       |
| Oficer sanitarny                | pchor. san. Henryk Lenk              |
| Dowódca 5 kompanii              | por. Ryszard Markowski               |
| Dowódca plutonu                 | ppor. Stanisław Czerniak             |
| Dowódca 6 kompanii              | por. Władysław Topczewski            |
| Dowódca plutonu                 | ppor. Antoni Kuliński                |
| Dowódca plutonu                 | ppor. Kazimierz Szempliński          |
| Dowódca 7 kompanii              | kpt. Leopold Szymkowicz              |
| Dowódca plutonu                 | ppor. Józef Boye                     |
| Dowódca 8 kompanii              | kpt. Stanisław Kowalski              |
| Dowódca plutonu                 | ppor. Włodzimierz Klein              |
| Dowódca 2 kompanii km           | por. Stanisław Piasecki              |
| Dowódca plutonu                 | ppor. Stefan Krawczyk                |
| Dowódca III batalionu           | por. Czesław Święcicki               |
| Dowódca III batalionu           | kpt. Bolesław Ciechanowski (od 1 X?) |
| Dowódca III batalionu           | por. Stanisław Sadowski              |
| Adiutant                        | por. Jerzy Chorzewski                |
| Lekarz                          | por. lek. Tadeusz Bokiewicz          |
| Oficer sanitarny                | pchor. san. Hugo Handke              |
| Dowódca 9 kompanii              | ppor. Tadeusz Żelazowski (do 17 X)   |
| Dowódca 10 kompanii             | por. Czesław Święcicki               |
| Dowódca plutonu                 | ppor. Aleksander Łagiewski           |
| Dowódca 11 kompanii             | ppor. Stefan Kiesławski              |
| Dowódca 12 kompanii             | ppor. Tadeusz Orłowski († 14IX)      |
| Dowódca plutonu                 | ppor. Tadeusz Sawicki                |
| Dowódca 3 kompanii km           | por. Miłosz Krzywkowski              |
| Dowódca kompanii technicznej    | ppor. Roman Nowicki                  |
| Dowódca plutonu                 | ppor. Aleksander Żegota              |
| Dowódca 4 kompanii km           | por. Alojzy Szaładycki               |
| Oficer pułku (dowódca kompanii) | por. Aleksander Demidow              |
| Oficer pułku (dowódca kompanii) | por. Stanisław Godycki-Ćwirko        |
| Oficer pułku (dowódca kompanii) | por. Piotr Łazowski                  |
| Oficer pułku (dowódca kompanii) | por. Marian Turowski                 |
| Oficer pułku                    | ppor. Wiktor Kalinowski              |
| Oficer pułku                    | pchor. Julian Stanik                 |

## Pułk w walce o granice

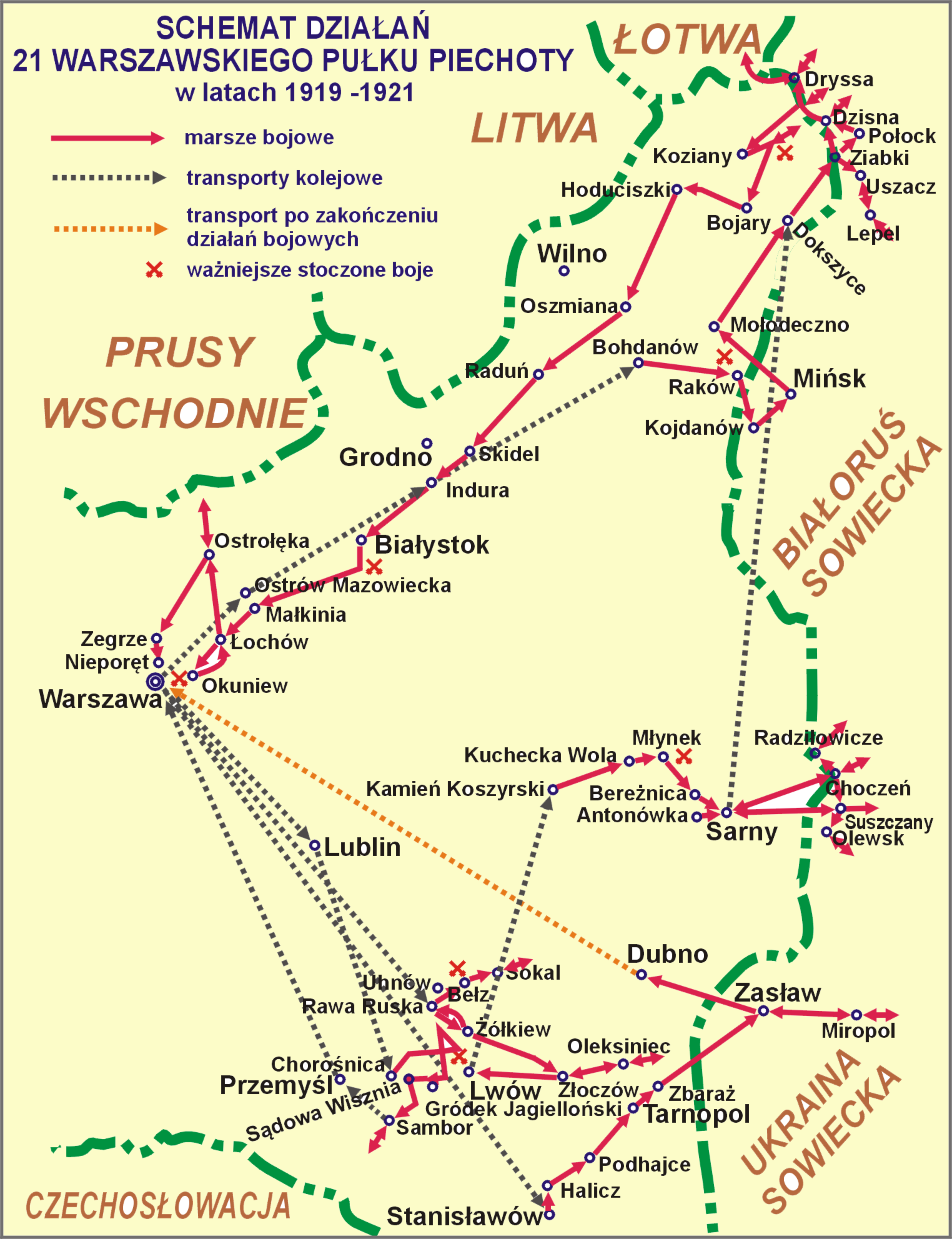
Schemat działań pułku w latach 1919–1921

### Walki na froncie ukraińskim
9 stycznia 1919 II batalion kpt. Romualda Żurakowskiego wyruszył na front ukraiński i wszedł w skład grupy generała Leona Berbeckiego.
17 stycznia stoczył swój pierwszy zwycięski bój pod Rawą Ruską. Prowadząc kolejne działania w kierunku wschodnim, we współdziałaniu z batalionem 36 pułku piechoty Legii Akademickiej, zajął Michałówkę i Uhnów. Po zajęciu 22 lutego Bełza, batalion w składzie Grupy „Bełz" przeszedł do walk pozycyjnych.
Następnie batalion nacierał w ramach ogólnej ofensywy wojsk polskich i zdobywał Biesiady i Dobrosin. Prowadząc działania pościgowe współuczestniczył w zajęciu Żółkwi i w konsekwencji osiągnął linię Bugu. Nacierając dalej w kierunku Złoczowa, obsadził linię Seretu. Po pięciomiesięcznych walkach batalion został odesłany na odpoczynek do Lwowa.
16 marca wyruszył na front III batalion kpt. Kazimierza Moniuszki. Po opanowaniu Chorośnicy uczestniczył w zdobywaniu Siedliska, Rogóźna, Jaworowa. W walkach o Wiszenkę Wielką poniósł duże straty. w trzeciej dekadzie kwietnia walczył Magierów, a od 8 maja pod Sądową Wisznię. Po zdobyciu Sambora został wycofany do odwodu i 8 czerwca powrócił do Warszawy.

### Pułk w wojnie polsko-bolszewickiej
Na Wołyniu
Pełniący służbę garnizonową we Lwowie II/21 pp został przerzucony na front wołyński. 8 czerwca przewieziony został koleją do Kamienia Koszyrskiego.
Stąd ruszył marszem pieszym w kierunku Stochodu i dotarł do Styru. W czasie forsowania rzeki poniósł wysokie straty. Mimo to nacierał dalej w kierunku Bereżnicy i nad Horyniem zorganizował obronę. Atakując dalej, 15 sierpnia osiągnął linię Słuczy i zajął Sarny, a pod Suszczanami przełamał silną obronę nieprzyjaciela. Tu obsadził odcinek od Suszczan do Olewska. Walki pułku nad Uborcią trwały do 12 października.
Na froncie litewsko-białoruskim
W tym czasie zreorganizowane w Ostrowi I i III batalion pod wspólnym dowództwem płk. Fabiana Kobordo skierowane zostały na front litewsko-białoruski i 19 lipca koleją przewiezione do Bohdanowa. Stąd marszem pieszym pomaszerowały pod Raków. Walki o miasto toczyły się ze zmiennym szczęściem do 5 sierpnia.
8 sierpnia rozpoczęła się polska ofensywa na Mińsk. Pułk wziął w niej udział, a po sukcesach wojsk polskich obsadził pod stacją Ziabki pozycje nad Autą i pobliskimi jeziorami. Tu prowadził działania obronne. W połowie października dołączył do pułku II batalion.
Jesienią 1919 nastąpiła stabilizacja działań na froncie polsko-bolszewickim. Prowadzono jedynie walki o znaczeniu lokalnym.
21 pułk piechoty  otrzymał zadanie utrzymać pozycje wzdłuż linii Berezyna – Auta. Początkowo zorganizowano pozycje obronne wzdłuż linii Kotowszczyzna – jezioro Szmudino – jezioro Sztolby – Muginino – Usaja – Uświata – Turowla.
Po krótkim odpoczynku pułk obsadził następny odcinek obrony na lewym brzegu Dźwiny aż do ujścia Uszaczy. Pod koniec grudnia pułk uzupełnił stany. Na dzień 31 grudnia 1919 posiadał już 25 oficerów, 1605 szeregowców, 338 koni i 129 wozów. Nad Dźwiną pułk stacjonował aż do wiosny 1920.
W myśl rozkazu Naczelnego Dowództwa z 1 kwietnia, nastąpiła reorganizacja struktur Wojska Polskiego. Zlikwidowano Front Litewsko-Białoruski, a na jego bazie utworzono trzy armie bezpośrednio podległe Naczelnemu Wodzowi. 1 Armia gen. Stefana Majewskiego była rozwinięta od Dźwiny po Borysów, 4 Armia gen. Stanisława Szeptyckiego – wzdłuż Berezyny po Polesie, a 7 Armia gen. Gustawa Zygadłowicza osłaniała od strony Litwy.
Po stronie przeciwnej operowały wojska Frontu Zachodniego Michaiła Tuchaczewskiego.
14 maja ruszyła pierwsza ofensywa Armii Czerwonej. Pas obrony 1 Armii został przełamany na północny wschód od Homla. 21 pułk piechoty wycofał się na linię Auty i dalej prowadził działania opóźniające wzdłuż Dźwiny. Toczył zacięte walki nad Dzisną, a potem w rejonie Rynki – Borejsze i w obronie przedmościa Kozian.
Ciężkie położenie 1 Armii skłoniło Naczelne Dowództwo do sformowania Armii Rezerwowej pod dowództwem gen. Kazimierza Sosnkowskiego. Jej przeciwuderzenie zahamowało ofensywę sowiecką, a grupa gen. Lucjana Żeligowskiego, w skład której wchodził 21 pułk piechoty, zajęła 3 czerwca Koziany. Szarkowszczyznę i Hermanowicze.
Po wyczerpujących walkach pułk odszedł na krótki odpoczynek.
Pułk w działaniach odwrotowych
Na początku lipca na kierunku litewsko-białoruskim znajdowały się dwie armie (1. i 4.) oraz grupa poleska. Natomiast przeciwnik skoncentrował tu cztery armie Frontu Zachodniego Michaiła Tuchaczewskiego (3. 4. 15. i 16.) oraz Grupę Mozyrską.  Większość tych sił (3. 4. i 15 armia) skierowana została przeciwko polskiej 1 Armii gen. por. Gustawa Zygadłowicza z zamiarem przerwania jej frontu od północy i zepchnięcia na błota poleskie. Rozpoczęta 4 lipca sowiecka kontrofensywa nad Autą i Berezyną doprowadziła do załamania frontu litewsko-białoruskiego, którego oddziały rozpoczęły odwrót.
Działająca na północ od Hermanowicz Grupa „Dźwina” wycofała się na linię Czersk – Popki – Wiata, a następnie do Woropajewa na linię Łuczajki. 21 pułk piechoty dowodzony w owym czasie przez kpt. Zdzisława Przyjałkowskiego osłaniał odwrót 8. i 10 Dywizji Piechoty, a w kolejnych dniach prowadził działania opóźniające.
19 lipca pułk już pod dowództwem mjr. Romualda Żurakowskiego osiągnął okolice Grodna. Miasto było już w rękach sowieckich. Próby jego odbicia skończyły się dla pułku tragicznie. Poniósł on wielkie straty, jego dwie kompanie dostały się do niewoli, a cały tabor został przejęty przez nieprzyjaciela.
Pułk zmuszony był cofać się dalej. Pod Białymstokiem działający w straży tylnej II batalion dostał się do niewoli, a pozostałe pododdziały zostały rozproszone.
Po pewnym czasie zebrany ponownie  pułk cofał się w kierunku na Małkinię, dalej na linię rzeki Liwiec, a następnie w rejon Okuniewa.
Bitwa Warszawska
6 sierpnia  Naczelny Wódz, marszałek Józef Piłsudski podjął decyzję o przeprowadzeniu zwrotu zaczepnego znad Wieprza i stoczenia walnej bitwy na przedpolach Warszawy. W tym celu rozpoczęto koncentrację jednostek, które miały wejść w skład grupy uderzeniowej, a także przegrupowywano oddziały mające bronić samej Warszawy i osłaniać tę obronę od północy.
Pułk bronił warszawskiego przedmościa i zorganizował obronę na odcinku Okuniew – Leśniakowizna, a 12 sierpnia odrzucił nieprzyjacielskie natarcie. W tym dniu przybyły do pułku uzupełnienia.
14 sierpnia krwawe walki pod Ossowem toczył sąsiedni 36 pułk piechoty Legii Akademickiej.
Celem odciążenia sąsiada, 21 pułk piechoty uderzał ze skrzydła, a kilkakrotne ataki Sowietów odpierano z niewielkimi stratami własnymi.
16 sierpnia ruszyła kontrofensywa znad Wieprza. Nacierająca z południa 4 Armia płk. Józefa Rybaka uderzyła w bok nieprzyjacielskiego ugrupowania oblegającego Warszawę.
Armia Czerwona rozpoczęła bezładny odwrót. W działaniach pościgowych 21 pułk piechoty uderzał w kierunku na Cygów, Jadów i Łochów, a  22 sierpnia jego I batalion zajął stację w Ostrołęce.
Z Ostrołęki pułk został wycofany do Zegrza, a następnie do Nieporętu gdzie odtwarzał gotowość bojową.
Ofensywa jesienna
12 września pułk trzema transportami kolejowymi z Warszawy wyruszył do Stanisławowa.
Nocą z 13 na 14 września polska 8 Dywizja Piechoty sforsowała Dniestr pod Haliczem. Pułk mjr. Zdzisława Przyjałkowskiego, we współdziałaniu z I batalionem 36 pułku piechoty Legii Akademickiej, zdobył częściowo uszkodzony most na rzece i zajął stację kolejową. Rano uderzył z przyczółka na wsie Słobódkę i Konkolniki. Walki trwały do godzin popołudniowych 15 września. Dopiero wtedy 345 pułk strzelców wycofał się z miejscowości.
36 pułk piechoty nacierał dalej w kierunku na Zasław. Nad Horyniem zorganizował obronę jego lewego brzegu. W nocy 11 października pułk zajął Płonne, a 18 października zdobył Miropol nad Słuczą odrzucając poza stację kolejową Pieczanówka oddziały sowieckiej 24 Dywizji Strzelców.
W tym też dniu ogłoszono rozkaz o zawieszeniu broni.
Po krótkim postoju nad Słuczą, pułk przegrupował się do Dubna. Tu pełnił służbę patrolową.

### Bilans walk
W uznaniu męstwa wykazanego na bojowym wielu żołnierzy 21 pułk piechoty  zostało wyróżnionych wysokimi odznaczeniami bojowymi. Krzyżem Srebrnym Orderu Virtuti Militari odznaczonych zostało 22 żołnierzy, zaś Krzyż Walecznych otrzymało 75 oficerów i 311 szeregowych. W czasie walk poległo 14 oficerów i 285 szeregowych

### Mapy walk pułku w 1920

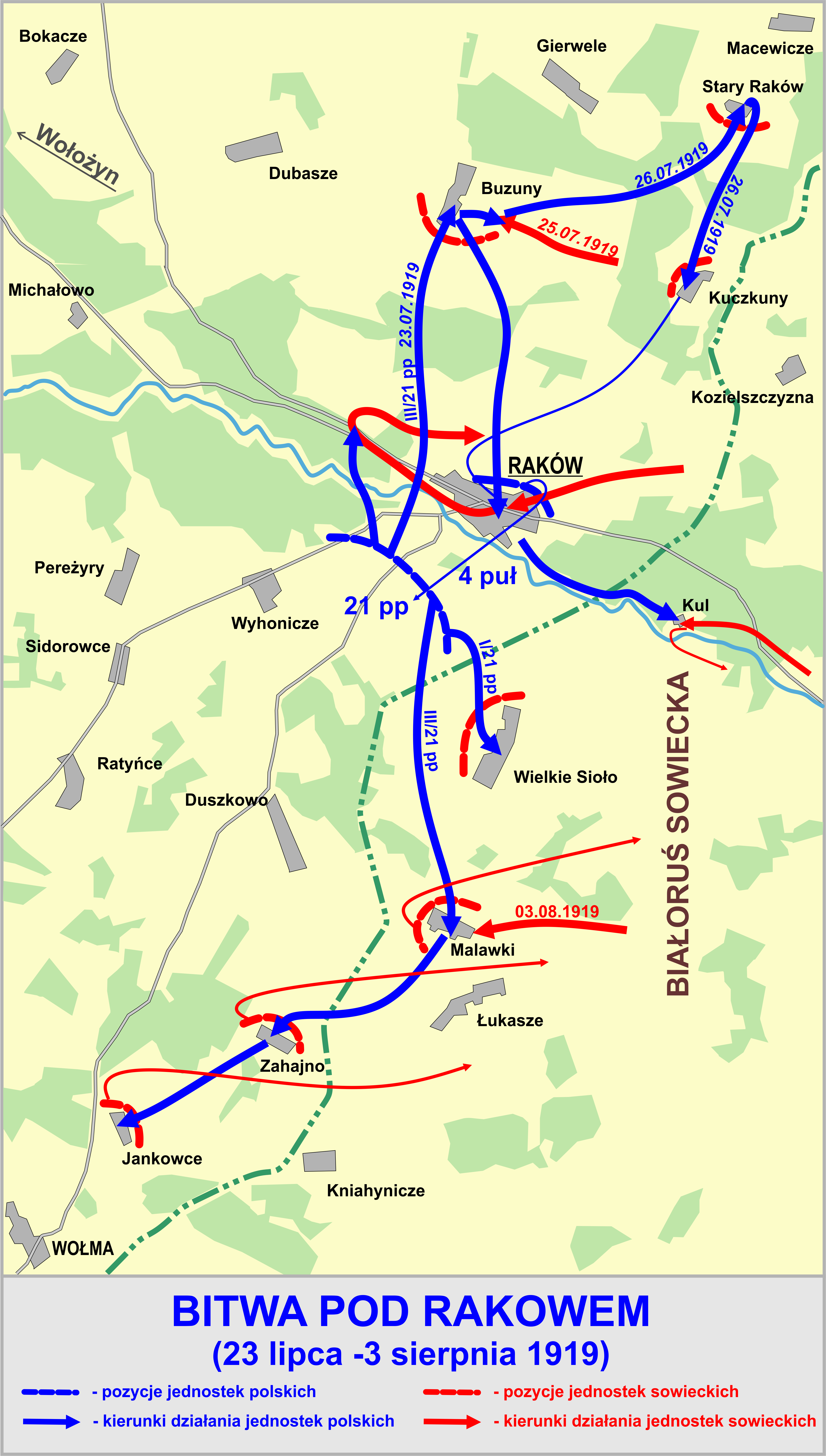
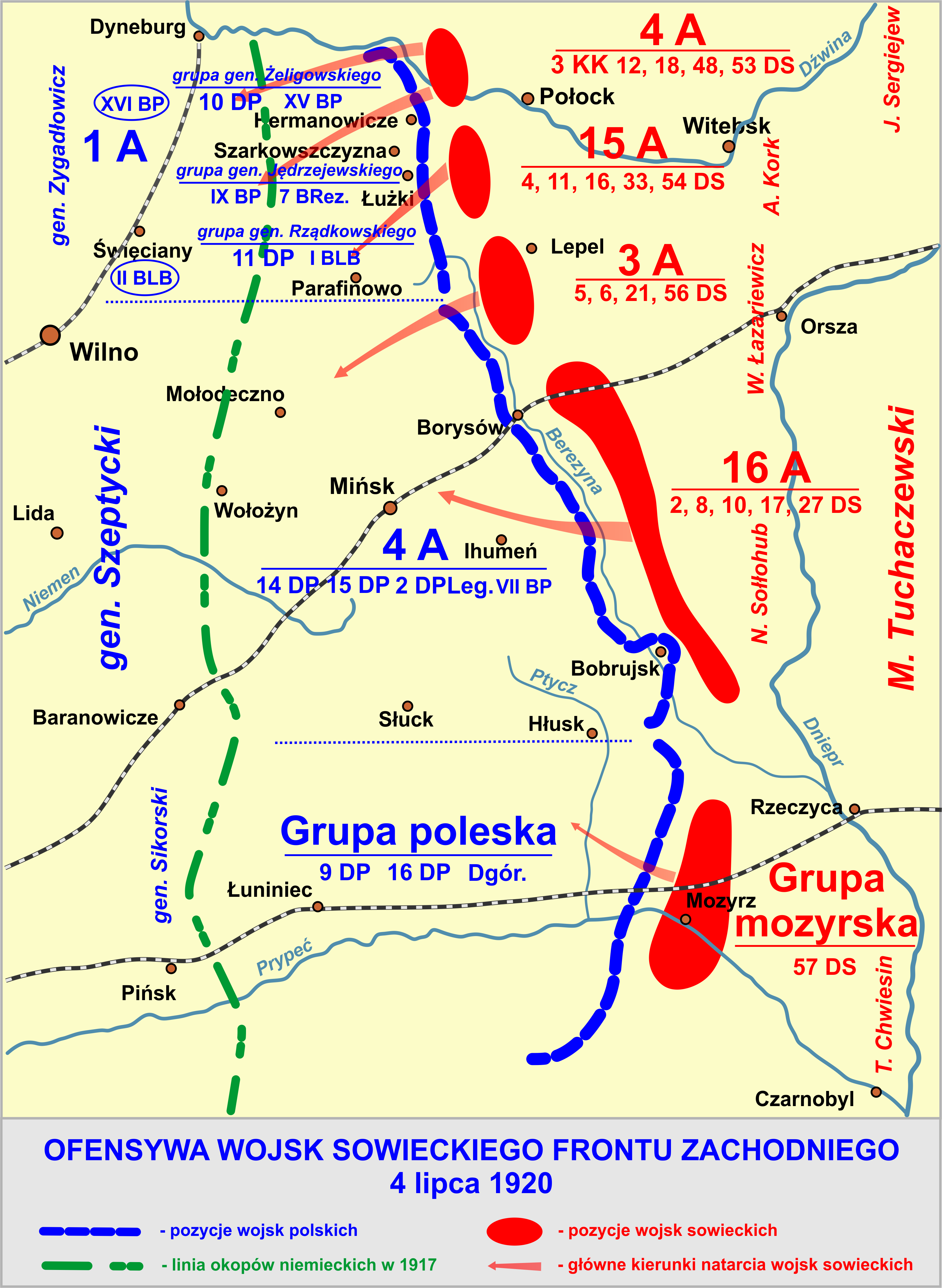
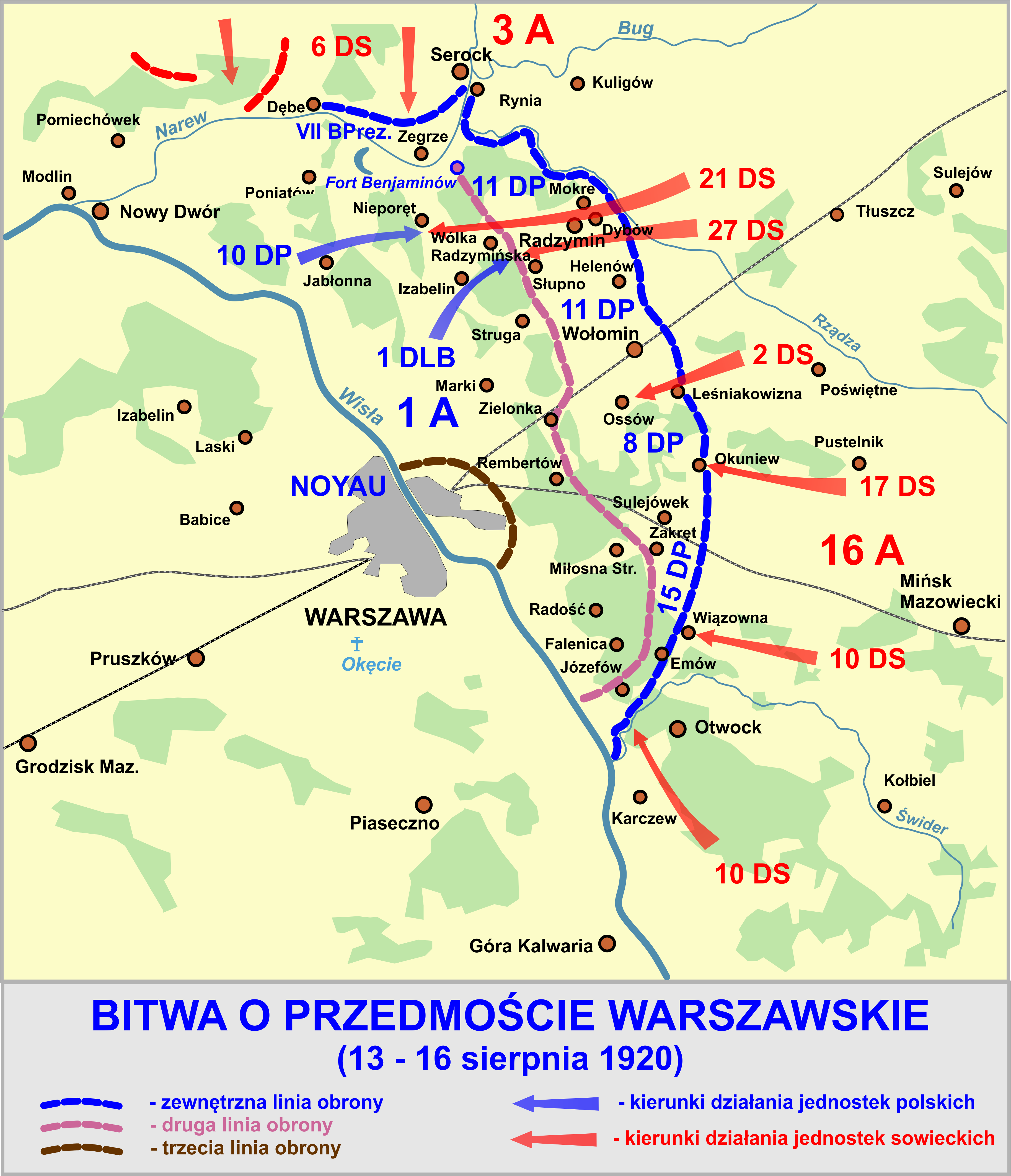
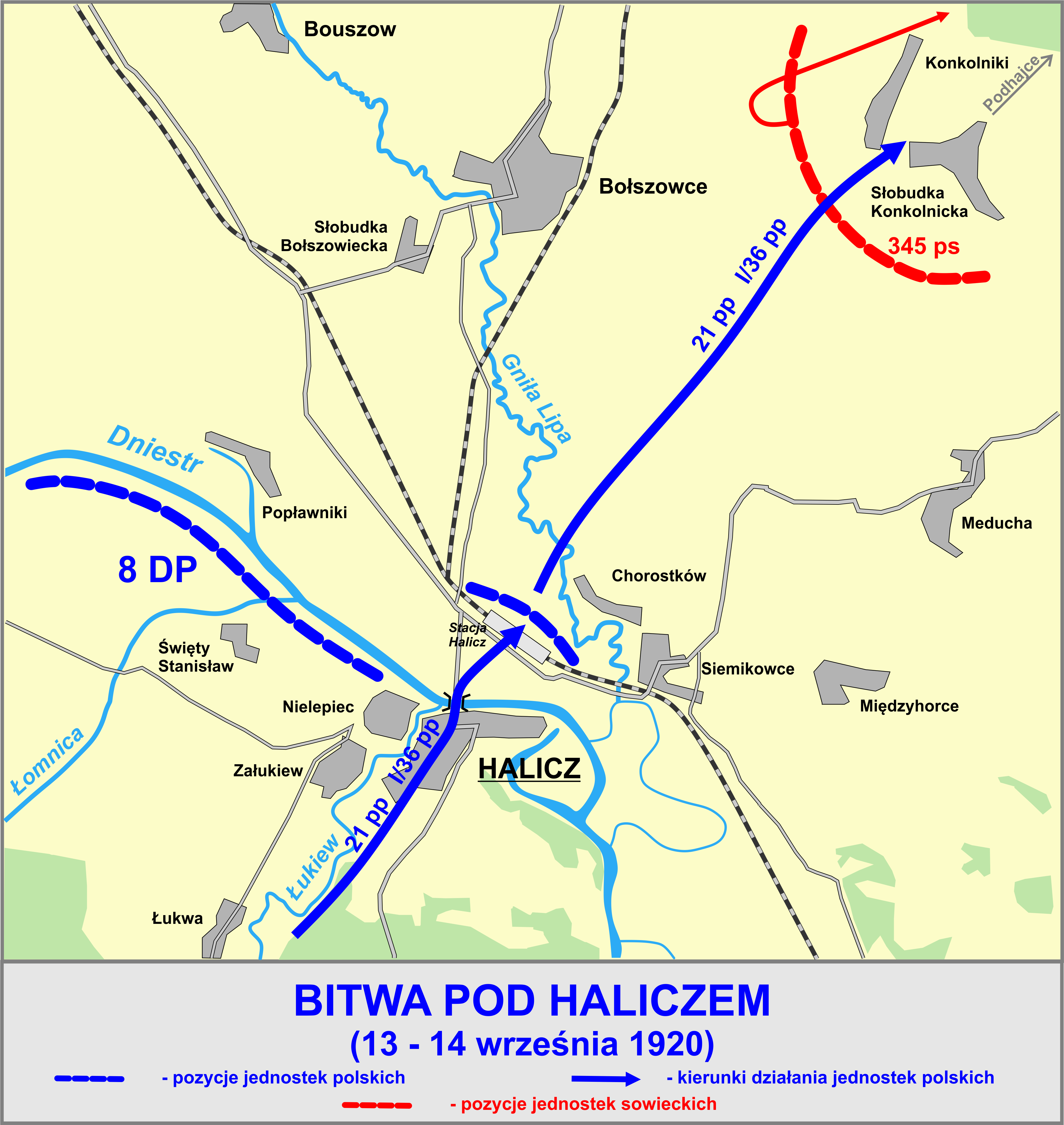

### Kawalerowie Virtuti Militari
| Żołnierze pułku odznaczeni Krzyżem Srebrnym Orderu Wojskowego Virtuti Militari za wojnę 1918–1920 | Żołnierze pułku odznaczeni Krzyżem Srebrnym Orderu Wojskowego Virtuti Militari za wojnę 1918–1920 | Żołnierze pułku odznaczeni Krzyżem Srebrnym Orderu Wojskowego Virtuti Militari za wojnę 1918–1920 |
| ------------------------------------------------------------------------------------------------- | ------------------------------------------------------------------------------------------------- | ------------------------------------------------------------------------------------------------- |
| ppor. Zygmunt Burago                                                                              | por. Bolesław Ciechanowski                                                                        | por. Stanisław Godycki-Ćwirko                                                                     |
| plut. Ludwik Jackowski                                                                            | st. szer. Julian Kamiński                                                                         | plut. Henryk Kapiński                                                                             |
| por. Kazimierz Konopacki                                                                          | por. Józef Kozłowski                                                                              | sierż. Zygmunt Kukliński                                                                          |
| por. Albin Leszczyński                                                                            | ppor. Tadeusz Orłowski                                                                            | kpr. Józef Potkański                                                                              |
| mjr Zdzisław Przyjałkowski                                                                        | ppor. Stanisław Sadowski                                                                          | st. szer. Piotr Śliwiński                                                                         |
| kpr. Bronisław Szbelak                                                                            | plut. Tadeusz Szreter                                                                             | sierż. Teofil Tendorf                                                                             |
| plut. Józef Tybel                                                                                 | por. Mieczysław Wierzejski                                                                        | mjr Ludwik Żuławski                                                                               |
| mjr Romuald Żurakowski                                                                            |                                                                                                   |                                                                                                   |

Ponadto 75 oficerów i 311 szeregowych zostało odznaczonych Krzyżem Walecznych, w tym 6 czterokrotnie, 5 trzykrotnie i 11 dwukrotnie. Wśród odznaczonych Krzyżem Walecznych po raz pierwszy był ś.p. ppor. Jan Lehr.

## Pułk w okresie pokoju

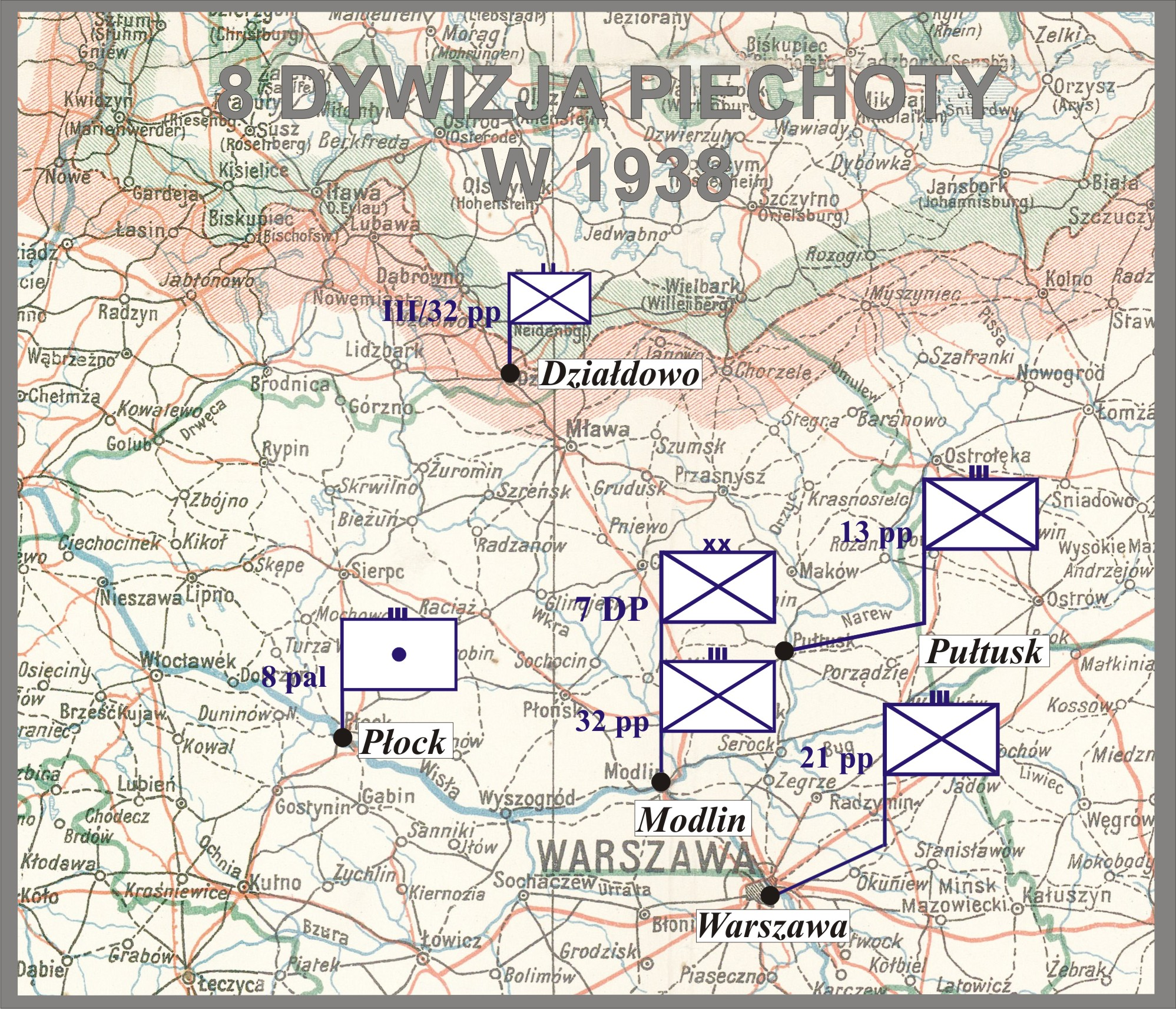
8 Dywizja Piechoty w 1938

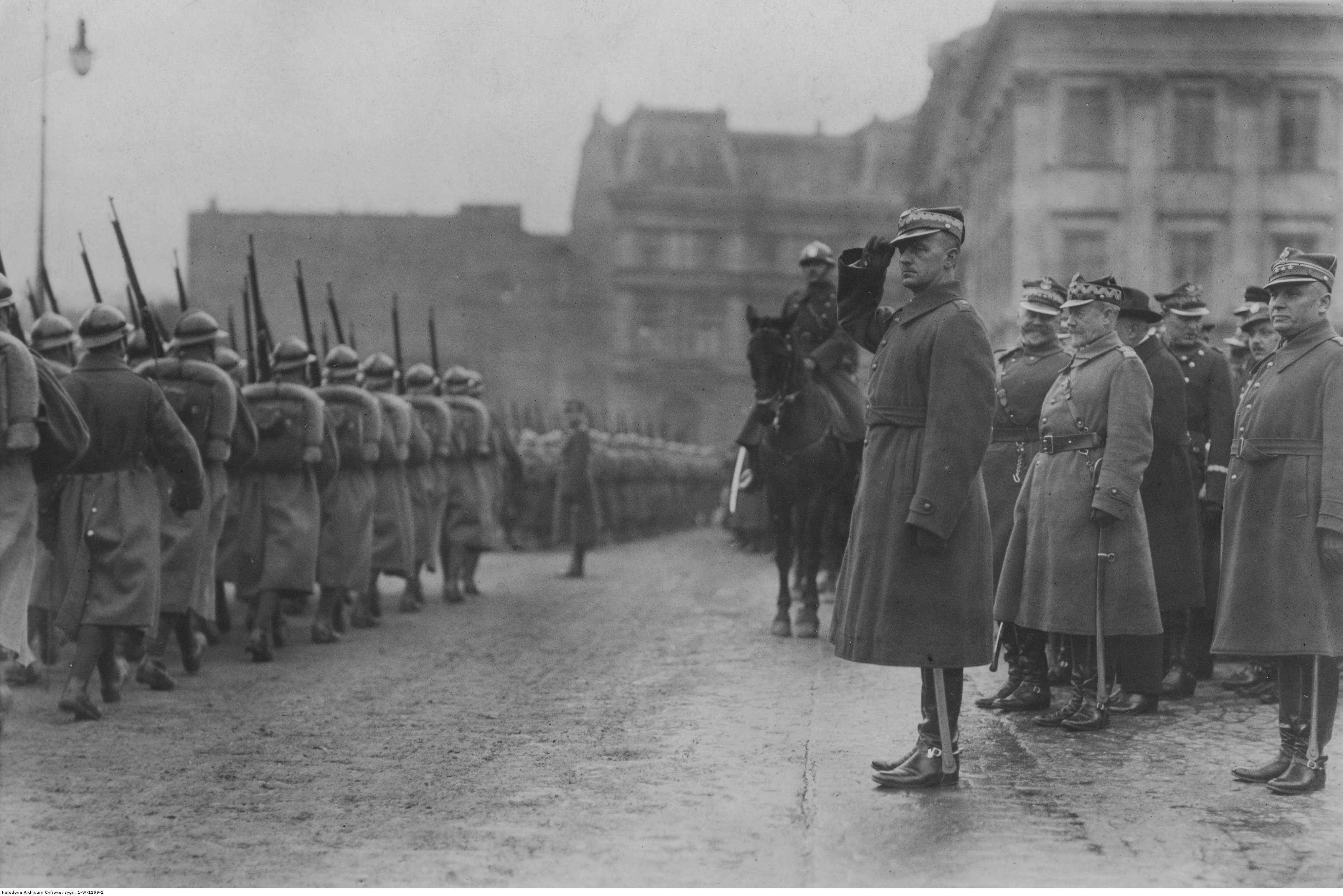
Defilada 21 pp na pl. Saskim w Warszawie. Widoczni m.in. gen. Władysław Sikorski (salutuje), gen. Daniel Konarzewski (2 z lewej), gen. Lucjan Żeligowski (3 z lewej); listopad 1925

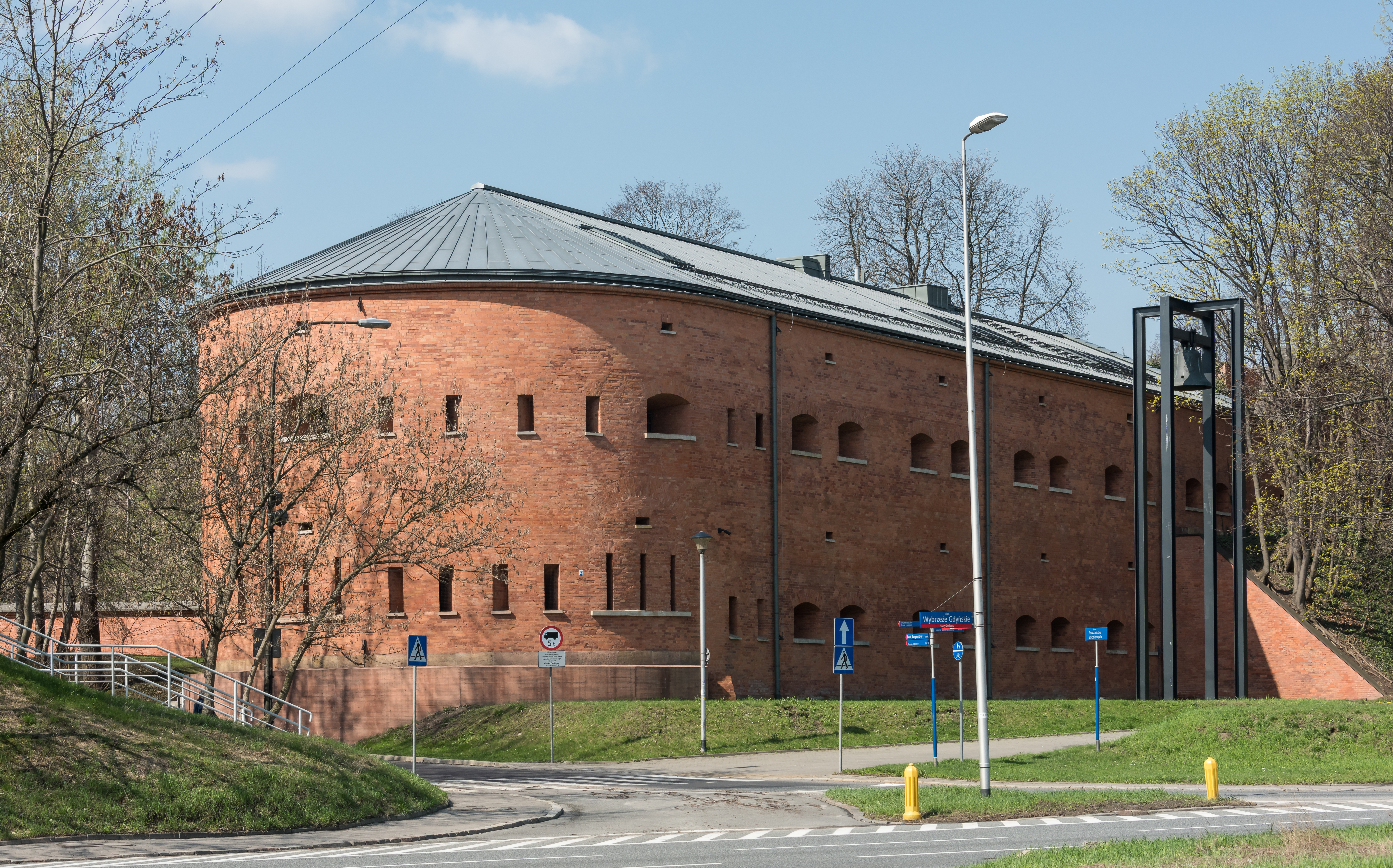
Cytadela Warszawska, miejsce stacjonowania pułku

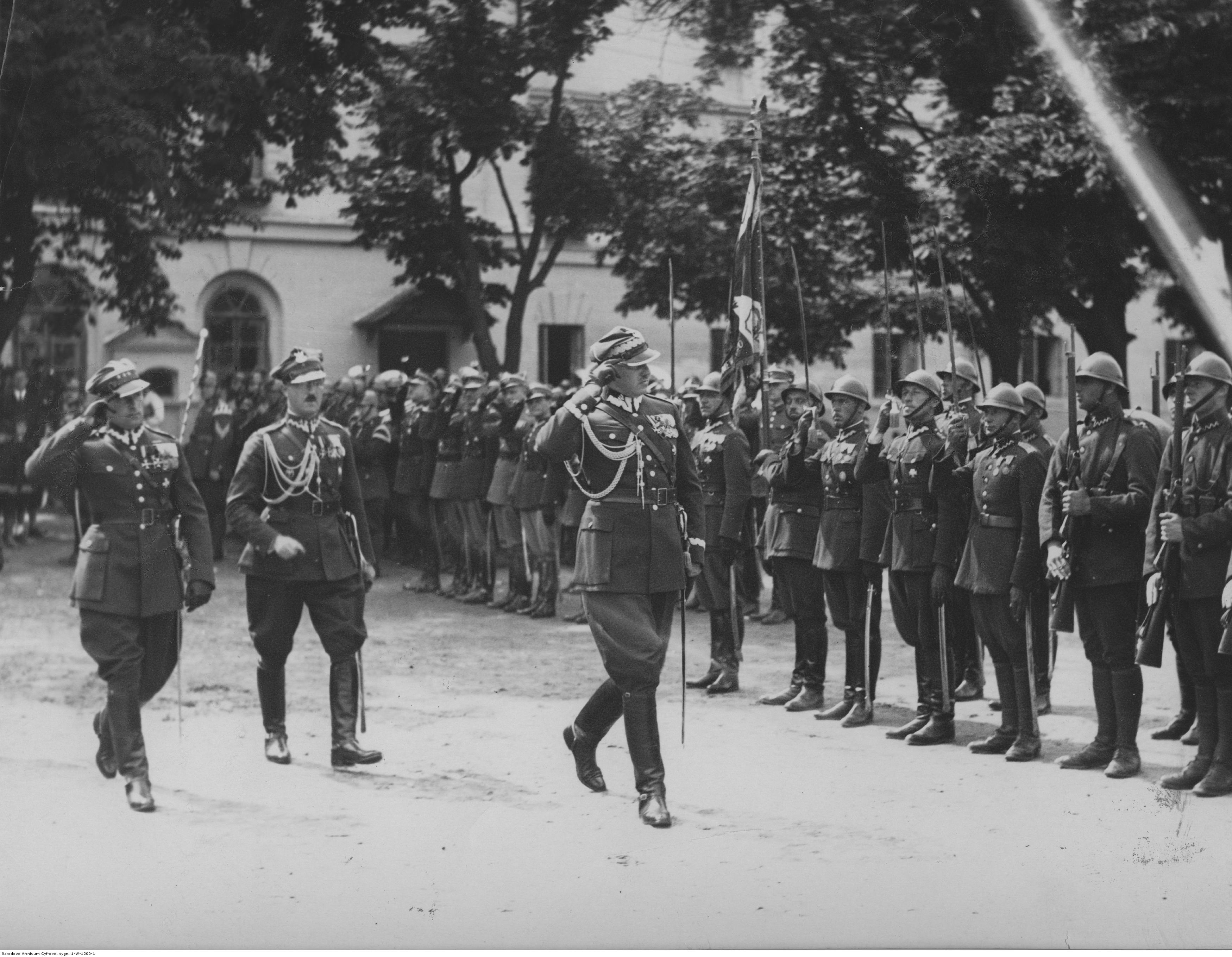
Święto 21 pp w Warszawie - przegląd oddziałów przez gen. Antoniego Szyllinga (w środku); sierpien 1931

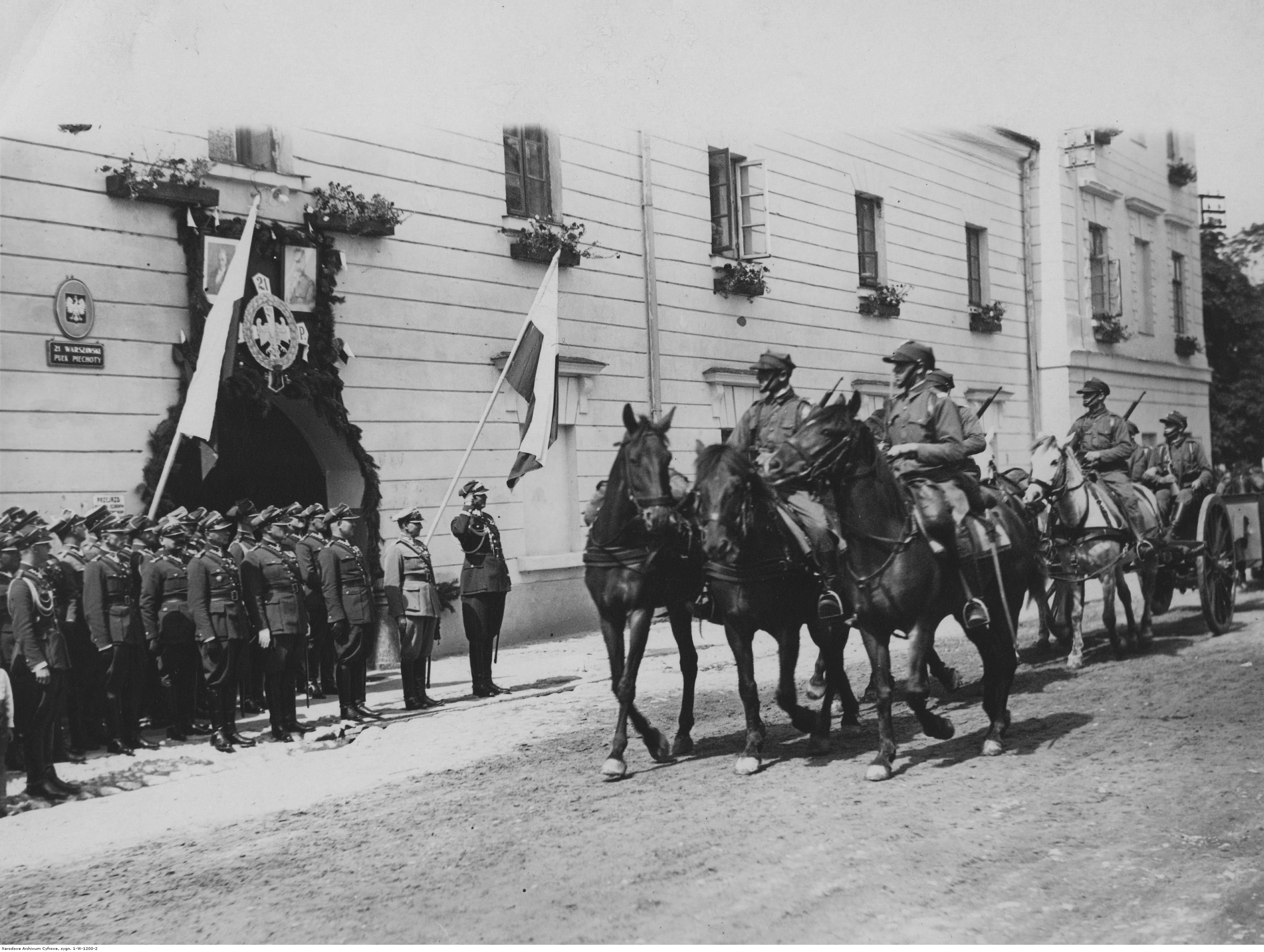
Święto 21 pp w Warszawie - defiladę przyjmuje gen. Antoni Szylling (1 z prawej)

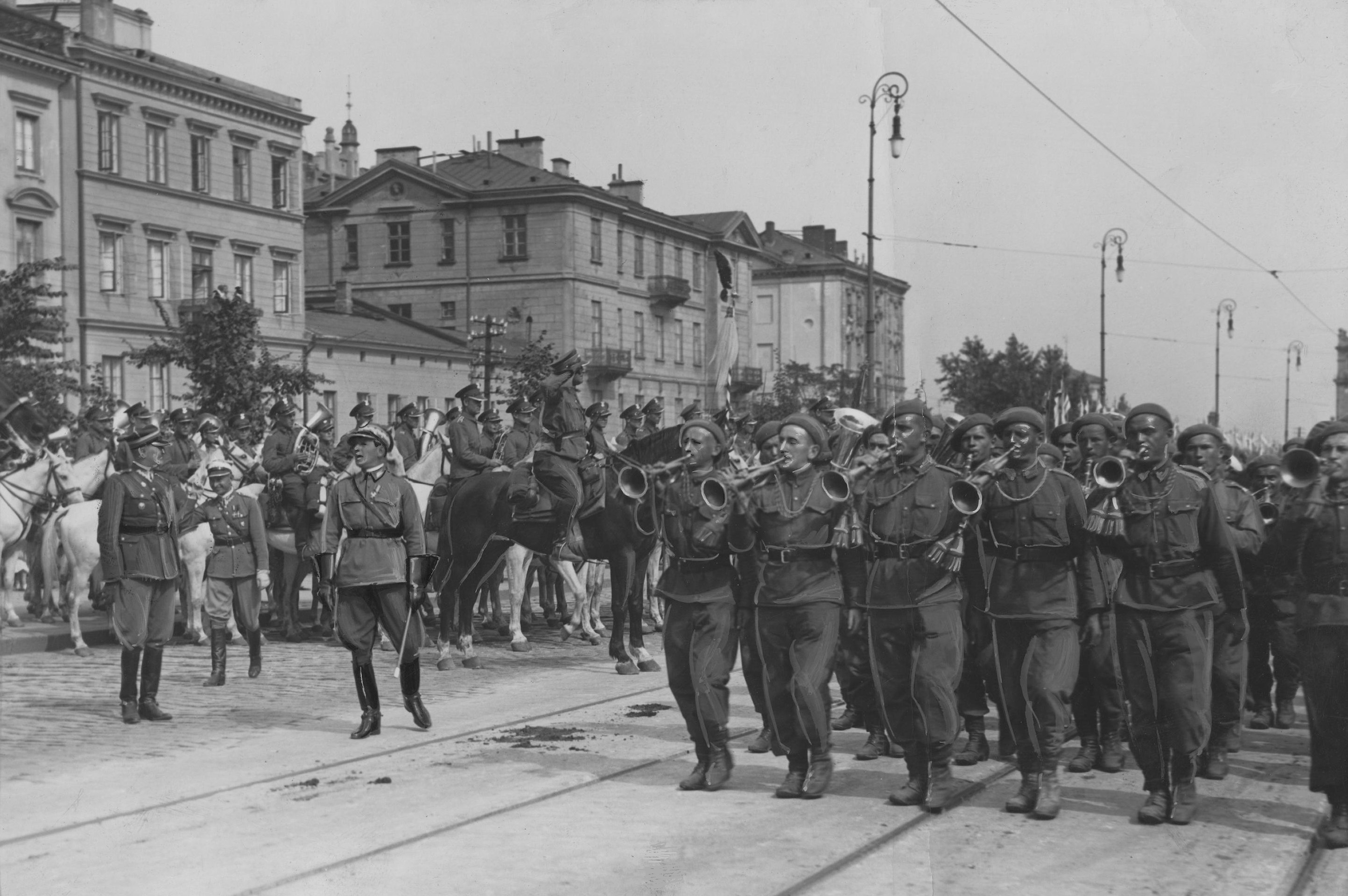
Powrót 1 pułku szwoleżerów i 21 pp po manewrach do Warszawy; wrzesień 1932. Defilada przed gen. Bolesławem Wieniawą-Długoszowskim (ze szpicrutą)

W okresie międzywojennym 21 pułk piechoty stacjonował na terenie Okręgu Korpusu Nr I w garnizonie Warszawa na Cytadeli. Wchodził w skład 8 Dywizji Piechoty.
Po powrocie z frontu rozpoczął się dla pułku nowy okres działania już w warunkach pokojowych. W pierwszych latach kadra oficerska pochodziła w większości z oddziałów legionowych i Polskiej Organizacji Wojskowej, następnie z byłej armii rosyjskiej, a w trzeciej kolejności z byłej armii austriackiej. W miarę upływu czasu następowały stopniowo zmiany w związku z przybywaniem do pułku oficerów z polskich już szkół wojskowych.
Przewrót majowy
Rankiem 12 maja komendant miasta gen. Stefan Suszyński postawił pułk w stan alarmowy. Zgodnie z rozkazem komendanta miasta wysłano kompanię pod dowództwem kpt. Mariana Masternaka wzmocnioną plutonem ckm por.Tadeusza Kiersta do Komendy Miasta. Druga kompania por. Jerzego Majewskiego obsadziła plutonami wyloty mostów na Wiśle. Po zorientowaniu się dowództwa pułku w przyczynach rozgrywających się wydarzeń, dowódca pułku oraz większość kadry dowódczej opowiedziała się po stronie marszałka Piłsudskiego.
Odwołano kompanię ochraniającą mosty, a dowództwo kompanii skierowanej do Komendy Miasta objął adiutant pułku kpt. Tadeusz Zelazowski. Do ochrony gmachu Dowództwa Okręgu Korpusu w pałacu Mostowskich skierowano 3 kompanię ckm por. Rusiniaka-Gąsiorowskiego. Kompania kpt. Żelazowskiego około północy 12 maja przeszła z Komendy Miasta w rejon Dworca Głównego, a rano na skrzyżowanie Alej Jerozolimskich i Nowego Światu. Tam kpt. Żelazowski, odwołany do Cytadeli, przekazał dowództwo por. Kierstowi, a kompanię skierowano na Plac Trzech Krzyży i dalej w Aleje Ujazdowskie przeciw oddziałom rządowym. Byli zabici i ranni. 3 kompania ckm skierowana została z pałacu Mostowskich w rejon Dworca Głównego, a następnie z przydzielonymi dwoma działami rozpoczęła natarcie wzdłuż ul. Marszałkowskiej w kierunku pl. Zbawiciela. Napotkany przy ul. Litewskiej pododdział Szkoły Podchorążych złożył broń i por. Gąsiorowski odesłał go do znajdującego się w pobliżu budynku szkoły. Kompania opanowała budynek kolejki Wilanowskiej przy ul. Belwederskiej, zajęła stanowiska na wzniesieniu i stąd blokowała wycofujący się z gmachu Ministerstwa Spraw Wojskowych 10 pułk piechoty. Po zajęciu belwederu, zarządzono wstrzymanie ognia. 14 maja, około 19:30 zastępca dowódcy pułku ppłk Iwo Giżycki i zarządził powrót do koszar.
Szkolenie wojsk
Na podstawie rozkazu wykonawczego Ministerstwa Spraw Wojskowych do Departamentu Piechoty o wprowadzeniu organizacji piechoty na stopie pokojowej PS 10-50 z 1930 roku, w Wojsku Polskim wprowadzono trzy typy pułków piechoty. 21 pułk piechoty zaliczony został do typu I pułków piechoty (tzw. „normalnych”). W każdym roku otrzymywał około 610 rekrutów. Stan osobowy pułku wynosił 56 oficerów oraz 1500 podoficerów i szeregowców. W okresie zimowym posiadał batalion starszego rocznika, batalion szkolny i skadrowany, w okresie letnim zaś batalion starszego rocznika i dwa bataliony poborowych.
Po wprowadzeniu w 1930 nowej organizacji piechoty na stopie pokojowej, pułk szkolił rekrutów dla potrzeb batalionu Korpusu Ochrony Pogranicza. W tym czasie wprowadzono też dodatkowo kompanię karabinów maszynowych. Stan pułku powiększył się o 4 oficerów, 13 podoficerów, 1200 szeregowców i 12 karabinów maszynowych.
| Obsada personalna i struktura organizacyjna w marcu 1939 | Obsada personalna i struktura organizacyjna w marcu 1939 | Obsada personalna i struktura organizacyjna w marcu 1939 |
| Stanowisko                                               | Stopień, imię i nazwisko                                 | Przydział we wrześniu 1939                               |
| Dowództwo, kwatermistrzostwo i pododdziały specjalne     | Dowództwo, kwatermistrzostwo i pododdziały specjalne     | Dowództwo, kwatermistrzostwo i pododdziały specjalne     |
| -------------------------------------------------------- | -------------------------------------------------------- | -------------------------------------------------------- |
| dowódca pułku                                            | płk dypl. Stanisław Sosabowski                           | dowódca 21 pp                                            |
| I zastępca dowódcy                                       | vacat                                                    |                                                          |
| adiutant                                                 | kpt. Stanisław Löwenstamm                                | I adiutant                                               |
| starszy lekarz                                           | mjr dr Henryk Lenk                                       |                                                          |
| młodszy lekarz                                           | kpt. lek. Bolesław Syrocki                               |                                                          |
| II zastępca dowódcy (kwatermistrz)                       | mjr Mieczysław Duch                                      |                                                          |
| oficer mobilizacyjny                                     | kpt. adm. (piech.) Roman Pospischil                      |                                                          |
| zastępca oficera mobilizacyjnego                         | kpt. adm. (piech.) Edward Turkiewicz                     |                                                          |
| oficer administracyjno-materiałowy                       | kpt. Józef Jan Pechal                                    |                                                          |
| oficer gospodarczy                                       | kpt. int. Edward Baszniak                                |                                                          |
| oficer żywnościowy                                       | vacat                                                    |                                                          |
| oficer taborowy                                          | kpt. tab. Maksymilian Ziembiński                         |                                                          |
| kapelmistrz                                              | kpt. adm. Antoni Chrapczyński                            |                                                          |
| dowódca plutonu łączności                                | por. Stanisław Gala                                      |                                                          |
| dowódca plutonu pionierów                                | por. Wincenty Tkaczyk                                    |                                                          |
| dowódca plutonu artylerii piechoty                       | kpt. art. Piotr Kowalski                                 |                                                          |
| dowódca plutonu ppanc.                                   | por. Marian Kamiński                                     |                                                          |
| dowódca oddziału zwiadu                                  | ppor. Jan Tłuczkiewicz                                   |                                                          |
| I batalion                                               |                                                          |                                                          |
| dowódca batalionu                                        | mjr Władysław II Dobrowolski                             | dowódca I/21pp                                           |
| dowódca 1 kompanii                                       | kpt. Władysław I Zwoliński                               | cz. III Kwatery Gł. Armii „Poznań”                       |
| dowódca plutonu                                          | ppor. Bogdan Trawiński                                   |                                                          |
| dowódca plutonu                                          | ppor. Juliusz Wereszczyński                              |                                                          |
| dowódca 2 kompanii                                       | kpt. Jerzy Czesław Wójcicki                              |                                                          |
| dowódca plutonu                                          | ppor. Zbigniew Stefański                                 |                                                          |
| dowódca 3 kompanii                                       | por. Zbigniew Chlebowski                                 |                                                          |
| dowódca plutonu                                          | ppor. Stefan Gawlik                                      |                                                          |
| dowódca 1 kompanii km                                    | p.o. por. Eugeniusz Pokrowski                            | dowódca 2 kkm                                            |
| dowódca plutonu                                          | por Stefan Burwiel                                       | dowódca 1 kkm                                            |
| II batalion                                              |                                                          |                                                          |
| dowódca batalionu                                        | mjr Stanisław Szerski                                    |                                                          |
| dowódca 4 kompanii                                       | por. Jerzy Aleksander Górecki                            |                                                          |
| dowódca plutonu                                          | por Józef Smela                                          | dowódca 2/21pp                                           |
| dowódca 5 kompanii                                       | kpt. Stanisław Safin                                     | dowódca 5/21pp                                           |
| dowódca plutonu                                          | ppor. Zygmunt Henryk Dziadosz                            |                                                          |
| dowódca 6 kompanii                                       | kpt. Emanuel Dobromir Folga                              | dowódca 1/21pp                                           |
| dowódca plutonu                                          | ppor. Jan Andrzej Skierski                               | dowódca 6/21pp                                           |
| dowódca 2 kompanii km                                    | p.o. por. Ryszard Kulesza                                |                                                          |
| dowódca plutonu                                          | por. Mieczysław Ptasiński                                |                                                          |
| III batalion                                             |                                                          |                                                          |
| dowódca batalionu                                        | ppłk Marian Jan Rozborski                                |                                                          |
| dowódca 7 kompanii                                       | kpt. Szczepan Bronisław Madej                            |                                                          |
| dowódca plutonu                                          | ppor. Hubert Nikodem Kunicki                             |                                                          |
| dowódca 8 kompanii                                       | kpt. Wiktor Świątek                                      | dowódca 8/21pp                                           |
| dowódca plutonu                                          | ppor. Czesław Chamerski                                  |                                                          |
| dowódca plutonu                                          | ppor. Antoni Maria Kukawski                              |                                                          |
| dowódca 9 kompanii                                       | kpt. Stefan Józef Obrębowski                             | dowódca III/21pp                                         |
| dowódca plutonu                                          | por. Hieronim Tarasiuk                                   |                                                          |
| dowódca 3 kompanii km                                    | kpt. Jan Kozubek                                         |                                                          |
| dowódca plutonu                                          | ppor. Stanisław Szczotkowski                             |                                                          |
| na kursie                                                | por. Henryk Kamiński                                     |                                                          |
| na kursie                                                | por. Michał Antoni Polegaj                               | dowódca 4/21pp                                           |
| na kursie                                                | ppor. Czesław Dej                                        |                                                          |
| na kursie                                                | ppor. Stanisław Witomski                                 | dowódca 9/21pp                                           |
| odkomenderowany                                          | por. Arseniusz Jermoliński                               | dowódca 3 kkm                                            |
| 21 kompania wartownicza „Palmiry”                        |                                                          |                                                          |
| dowódca                                                  | kpt. Albin Józef Barczak                                 |                                                          |
| dowódca plutonu                                          | por. adm. (piech.) Piotr Bodzioch                        |                                                          |
| 21 obwód pw „Warszawa”                                   |                                                          |                                                          |
| kmdt obwodowy PW                                         | mjr Franciszek Żebrowski                                 |                                                          |
| kmdt miejski PW Warszawa I                               | kpt. piech. Edward Penner                                |                                                          |
| kmdt miejski PW Warszawa II                              | kpt. piech. Henryk Kuźmiński                             |                                                          |

## 21 pp w kampanii wrześniowej

### Mobilizacja
W okresie lata 1939 roku poszczególne bataliony pułku brały udział w budowie umocnień polowych wokół twierdzy Modlin. W dniach 24-26 sierpnia 1939 roku 21 pułk piechoty został zmobilizowany w ramach mobilizacji niejawnej alarmowej w grupie niebieskiej w czasie od A+20 do A+36. Dodatkowo na bazie stanu czynnego i rezerwistów sformowano:
W grupie brązowej20
- kompanię km plot. typ B nr 13,
- kompanię km plot. typ B nr 115.

W grupie zielonej
- kompanię wartowniczą 4/12 batalionu wartowniczego.

W grupie niebieskiej
- kompanię kolarzy nr 11.

Natomiast w  I rzucie mobilizacji powszechnej w dniach 2-4 września 1939 dodatkowo zmobilizowano: 
- pluton km nr 203,
- pluton km nr 204,
- samodzielną kompanię km i br. tow. nr 15
- batalion marszowy 21 pp
- uzupełnienie marszowe kompanii kolarzy nr 11[48].

### Działania bojowe
26 sierpnia 21 pp przemieścił się do Pomiechówka, nocą 29/30 sierpnia pułk wykonał marsz 40 km do miejscowości Strachowo i folwark Strachówka koło Płońska. Następnej nocy pułk dotarł na miejsce koncentracji macierzystej 8 Dywizji Piechoty w m. Rumoka na południowy wschód od Ciechanowa. Wraz z 8 DP pułk znalazł się w II rzucie Armii „Modlin”.

#### Udział w bitwie pod Mławą
Dwoma marszami nocnymi 1/2 i 2/3 września 21 pp przemieścił się do Nieborzyn–Koziczyn następnie zorganizował tam obronę. 3 września w bitwie pod Mławą pułk w składzie Armii „Modlin” nacierał po osi Koziczyn–Chrostowo Wielkie, Czernice Borowe–Chojnowo mając II i III bataliony jako czołowe odrzucił oddziały nieprzyjaciela z 12 Dywizji Piechoty w kierunku północnym i zdobył rubież szosy Grudusk–Przasnysz. Po wprowadzeniu do walki  I batalionu zdobył wszystkie przedmioty terenowe. O godz. 22.30 dowódca pułku płk S. Sosabowski rozkazał wstrzymać natarcie i przejść do obrony opanowanej rubieży. Umożliwiło to oddziałom 8 i 20 Dywizji Piechoty wycofanie się na linię Bugu i Narwi. W trakcie zwycięskiego boju poległo 79 żołnierzy, 129 zostało rannych. Zdobyto 7 ckm, 13 lkm, rozbito 2 pojazdy pancerne. Wykonując marsz nocny 3/4 września ok. godz. 10 otworzył sobie drogę walką z czołgami do lasu Opinogóra.

#### Odwrót
Nocą 4/5 września 21 pp podjął dalszy marsz bez styczności z wrogiem do miejscowości Lipiny Brody. Następnie maszerując nocami przez Sochocin i Kroczewo, a odpoczywając w dzień przybył rano 8 września do Modlina. Dotychczas z szeregów pułku ubyło 360 żołnierzy. Tam otrzymał zadanie wzmocnienia obrony Warszawy. W czasie marszu poniósł dotkliwe straty wskutek niemieckiego bombardowania pod Jabłonną, poległo 69, a rannych zostało 122 żołnierzy. 10 września osiągnął rejon lasów w pobliżu Strugi i Zielonki. Dwa następne dni budował umocnienia polowe, patrolował teren i toczył potyczki z patrolami rozpoznawczymi nieprzyjaciela.

#### Udział w obronie Warszawy
14 września został dyslokowany na Pragę, następnie powierzono 21 pp obronę pododcinka Grochów wchodzącemu w skład odcinka południowego przedmościa wschodniego (praskiego). W skład odcinka weszły też I i II bataliony 336 pułku piechoty. Bataliony II/21 pp i I/21 pp, a także oba bataliony 336 pp obsadziły stanowiska w I linii obrony batalion III pozostał w drugim rzucie obrony. 15 września I batalion pułku stoczył ciężki bój z oddziałami niemieckiej 11 Dywizji Piechoty o południową część Grochowa, poniósł straty 240 żołnierzy. Nocą 15/16 września 8 kompania dokonała wypadu w kierunku Wawra, osiągnęła sukcesy, ale straciła też 45 poległych i rannych. 16 września niemieckie natarcie odparł II batalion pułku w „Reducie Skrzyżowanie”. Zadając nacierającym oddziałom niemieckiego 23 pp duże straty. Intensywny ostrzał niemieckiej artylerii i szturmy przyniosły też straty broniącemu się II batalionowi i zniszczenie infrastruktury miasta. 17 września II batalion wykonał natarcie na niemiecką obsadę budynków przy ul. Grenadierów, za cenę 22 poległych wzięto do niewoli 123 jeńców, w tym 11 oficerów, zadano też starty osobowe piechocie niemieckiej z 11 DP. O godz. 18.00 wypadu na niemieckie stanowiska obronne przy ul. Grochowskiej dokonał III batalion, za cenę 40 żołnierzy poległych i rannych zniszczono niemieckie działo i zadano straty osobowe. 18 września niemiecka 11 DP prowadziła natarcie na pozycje obronne II batalionu 21 pp w rejonie Wałów: Gocławskiego i Miedzeszyńskiego z powodzeniem odparte, wieczorem natomiast wypad na pozycje wroga w rejonie Kępy Gocławskiej dokonała 8 kompania strzelecka tracąc 63 poległych i rannych żołnierzy. 18 i 19 września w trakcie bombardowania lotniczego zniszczono punkt dowodzenia dowódcy pułku. Do 27 września 21 pułk piechoty prowadził działania obronne nie dając zepchnąć się z bronionych stanowisk. Tego też dnia nastąpiło zawieszenie broni i nazajutrz kapitulacja obrony Warszawy.

#### Działania bojowe batalionu marszowego IV/21 pp
Jego dwa bataliony drugiego rzutu mobilizacyjnego odpierały niemieckie ataki na Mokotowie i Czerniakowie. W trakcie mobilizacji alarmowej w Cytadeli utworzono batalion marszowy 21 pp, który z uwagi na możliwe zagrożenie ataku na Warszawę uzupełniono i uzbrojono upodobniając do liniowego batalionu piechoty jako IV batalion 21 pp pod dowództwem mjr. Mieczysława Ducha. 3 września 1939 roku IV batalion wszedł w skład pododcinka „Mokotów” zajmując pozycje na skarpie w rejonie ulic Belwederskiej, Dolnej, Puławskiej do Ursynowskiej, ul. Odyńca, Al. Niepodległości do ul. Racławickiej. Do 9 września żołnierze batalionu budowali stanowiska obronne i przeszkody inżynieryjne, w tym pola minowe i rowy przeciwpancerne. 9 września prowadzący natarcie na stanowiska batalionu IV/21 pp i III/360 pułku piechoty niemiecki 35 pułk pancerny z piechotą został zatrzymany na polach minowych i odparty ogniem artylerii i broni strzeleckiej. Wróg na odcinku batalionu stracił 4 czołgi i pojazd pancerny oraz ok. 30 zabitych i broń maszynową. Od 10 września nieprzyjaciel ostrzeliwał ogniem artylerii i bombardował lotnictwem pozycje batalionu. Od 23 września pozycje batalionu atakowały oddziały niemieckiej 10 DP. Od 23 do 25 września 3(12) kompania strzelecka batalionu broniła Fortu Mokotowskiego, ulegając całkowitemu zniszczeniu w bronionym forcie. 26 września pozostałe kompanie batalionu broniły stanowisk obronnych na skrzyżowaniu ulicy Ursynowskiej i Al. Niepodległości oraz Pułaskiej. Zniszczono nieprzyjacielowi 3 czołgi, 2 wozy opancerzone oraz zadano znaczne straty osobowe. W nocy IV batalion wzmocniony kompanią ochotniczą bronił swoich stanowisk, aż do zawieszenia broni w dniu 27 września.

### Działania jednostek utworzonych w Oddziale Zbierania Nadwyżek 21 pp
Drugim batalionem sformowanym z Oddziału Nadwyżek 21 pp (kadry i żołnierzy rezerwy) był II batalion 360 pułku piechoty kpt. Mariana Masternaka. Batalion ten sformowano w Cytadeli w okresie od 6 do 8 września. Został on skierowany 9 września na II linię obrony odcinka „Południe” od stacji pomp przy Wiśle, ul. Czerniakowską, aż do Pl. Unii Lubelskiej, ul. 6 Sierpnia i Topolowej. 12 września 1939 roku batalion II/360 pp wraz z bratnim IV/360 pp i dwoma kompaniami czołgów 7TP w ramach Oddziału Wydzielonego dowódcy 360 pp ppłk. Witalisa Chmury wziął udział w wypadzie na Okęcie. Po zajęciu Okęcia OW ppłk. Chmury prowadził dalsze natarcie w kierunku wsi Załuski, tam w ogniu niemieckiej artylerii i broni maszynowej natarcie polskie zostało powstrzymane. OW stracił ok. 300 żołnierzy zabitych i rannych oraz 7 czołgów, w tym poległego dowódcę ppłk W. Chmurę oraz rannego dowódcę II batalionu kpt. M. Masternaka. Dowódcą batalionu został mjr Władysław Kański, a pułku ppłk Kazimierz Galiński. Po powrocie z wypadu, batalion w dalszym ciągu zajmował pozycje w II rzucie obrony poza wzmocnioną 7 kompanią strzelecką, która weszła w skład czaty bojowej kpt. K. Zbijewskiego umiejscowionej na Forcie Czerniakowskim (im. H Dąbrowskiego). W składzie wymienionej czaty od 18 do 22 września pod ostrzałem artyleryjskim prowadziła działania rozpoznawcze, od 22 września do 25 września załoga fortu broniła się z powodzeniem przed natarciami niemieckiej 46 DP. W dniu 25 września oddziały niemieckie przypuściły generalny szturm na fort w większości niszcząc jego załogę lub biorąc do niewoli, zdołało się przebić do własnych stanowisk jedynie 30 żołnierzy z całej załogi. Wśród obrońców fortu ciężko ranny został kpr. z cenzusem Janusz Kusociński.
We wrześniu 1939 pułk stracił około 1500 zabitych, rannych i zaginionych żołnierzy.
Pułk został odznaczony Krzyżem Srebrnym Orderu Virtuti Militari nr 13273 za kampanię wrześniową.
| Struktura organizacyjna i obsada personalna we wrześniu 1939 | Struktura organizacyjna i obsada personalna we wrześniu 1939   | Struktura organizacyjna i obsada personalna we wrześniu 1939 |
| Stanowisko                                                   | Stopień imię i nazwisko                                        | Dalsze losy                                                  |
| Dowództwo                                                    | Dowództwo                                                      | Dowództwo                                                    |
| ------------------------------------------------------------ | -------------------------------------------------------------- | ------------------------------------------------------------ |
| dowódca pułku                                                | płk dypl. Stanisław Sosabowski                                 | PSZ                                                          |
| oficer operacyjny                                            | kpt. dypl. Stanisław Jachnik (od 15 IX 1939)                   |                                                              |
| I adiutant                                                   | kpt. Stanisław Löwenstamm (do 15 IX 1939) kpt. Jan Kozubek     |                                                              |
| kwatermistrz                                                 | kpt. Jan Moraczewski kpt. Stanisław Löwenstamm (od 15 IX 1939) |                                                              |
| oficer łączności                                             | por.Stanisław Gałła                                            |                                                              |
| oficer informacyjny                                          | ppor. Stanisław Olszewski                                      |                                                              |
| lekarz                                                       | kpt. Bolesław Syrocki                                          |                                                              |
| kapelan                                                      | ks.kpt. Mieczysław Kiełbasa                                    |                                                              |
| I batalion                                                   |                                                                |                                                              |
| dowódca batalionu                                            | mjr Władysław Dobrowolski                                      | w niemieckiej niewoli                                        |
| adiutant batalionu                                           | por. Józef Majkowski                                           |                                                              |
| dowódca plutonu łączności                                    | ppor. Jan Szczawiński                                          |                                                              |
| dowódca 1 kompanii strzeleckiej                              | kpt. Emanuel Folga (VM)                                        |                                                              |
| dowódca 2 kompanii strzeleckiej                              | por. Józef Smela                                               |                                                              |
| dowódca 3 kompanii strzeleckiej                              | por. Stanisław Śniadowski                                      |                                                              |
| dowódca 1 kompanii ckm                                       | por. Stefan Burwiel                                            |                                                              |
| II batalion                                                  |                                                                |                                                              |
| dowódca batalionu                                            | mjr Wiesław Radziszewski                                       |                                                              |
| adiutant batalionu                                           | ppor. Włodzimierz Włodarski                                    |                                                              |
| dowódca plutonu łączności                                    | ppor. Zbigniew Zeidler                                         |                                                              |
| dowódca 4 kompanii strzeleckiej                              | por. Mikołaj Polegaj                                           |                                                              |
| dowódca 5 kompanii strzeleckiej                              | kpt. Stanisław Safin                                           |                                                              |
| dowódca I plutonu                                            | ppor. Lucjan Gąska                                             | †15 IX 1939 Warszawa                                         |
| dowódca 6 kompanii strzeleckiej                              | ppor. Jan Skierski                                             |                                                              |
| dowódca 2 kompanii ckm                                       | por. Eugeniusz Pokrowski                                       |                                                              |
| III batalion                                                 |                                                                |                                                              |
| dowódca batalionu                                            | kpt. Stefan Józef Obrębowski                                   |                                                              |
| adiutant batalionu                                           | ppor. Wacław Janik                                             |                                                              |
| dowódca plutonu łączności                                    | ppor. Stefan Witek                                             |                                                              |
| dowódca 7 kompanii strzeleckiej                              | ppor. Wandalin Puciata                                         |                                                              |
| dowódca 8 kompanii strzeleckiej                              | kpt. Wiktor Świątek                                            |                                                              |
| dowódca 9 kompanii strzeleckiej                              | ppor. Stanisław Witomski                                       |                                                              |
| dowódca 3 kompanii ckm                                       | por. Arseniusz Jermoliński                                     |                                                              |
| Pododdziały specjalne                                        |                                                                |                                                              |
| dowódca kompanii ppanc.                                      | por. Marian Kamiński                                           |                                                              |
| dowódca kompanii zwiadu                                      | ppor. Jan Tłuczkiewicz                                         |                                                              |
| dowódca plutonu artylerii piechoty                           | kpt. Piotr Kowalski                                            |                                                              |
| dowódca plutonu pionierów                                    | por. rez. Jan Mieczysław Bochiński                             |                                                              |
| dowódca plutonu przeciwgazowego                              | ppor. Zenon Stefański                                          |                                                              |
| dowódca plutonu łączności                                    | st. sierż. Teofil Matejkowski                                  |                                                              |
| dowódca kompanii gospodarczej                                | ppor. Marian Szwedyn kpt. Antoni Chrapczyński (od 15 IX 1939)  |                                                              |
| IV batalion                                                  |                                                                |                                                              |
| dowódca batalionu                                            | mjr Mieczysław Wiktor Duch                                     |                                                              |
| adiutant batalionu                                           | ppor. Zygmunt Henryk Dziadosz                                  |                                                              |
| dowódca 1/10 kompanii strzeleckiej                           | ppor. Ryszard Teleżyński                                       |                                                              |
| dowódca 1/10a kompanii strzeleckiej                          | por. Marian Franciszek Filipek ppor. Antoni Kułakowski         | od 12 IX 1939 niewola                                        |
| dowódca 2/11 kompanii strzeleckiej                           | ppor. Eugeniusz Łukaszewicz por. Zbigniew Chlebowski           | do 13 IX 1939                                                |
| dowódca 3/12 kompanii strzeleckiej                           | ppor. Adam Rontaler por. Piotr Badzioch                        |                                                              |
| dowódca 4/13 kompanii strzeleckiej                           | ppor. Tadeusz Witold Heinze                                    |                                                              |

### Mapy walk pułku w 1939
|  |  |  |

## Symbole pułkowe

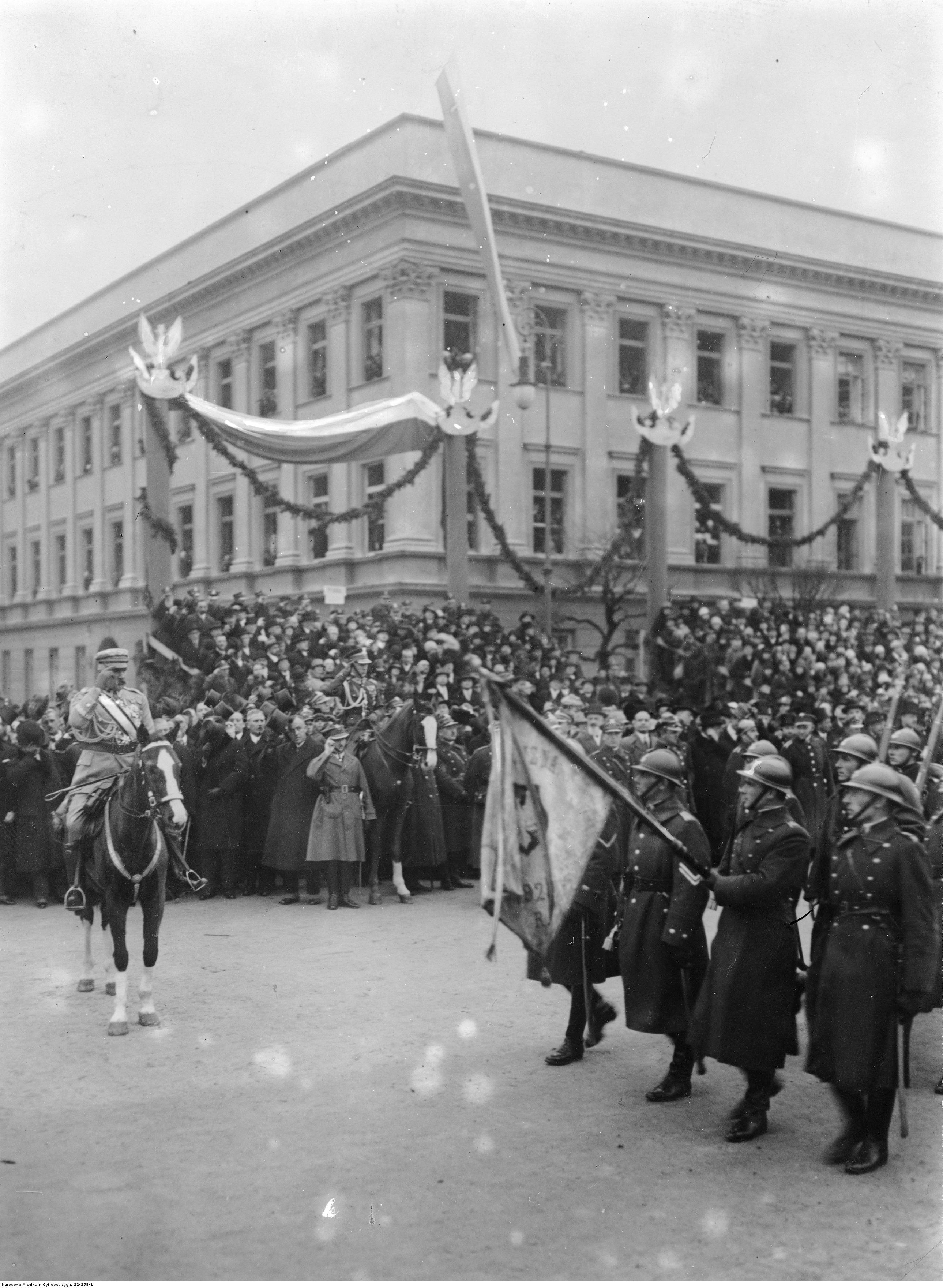
Poczet sztandarowy pułku

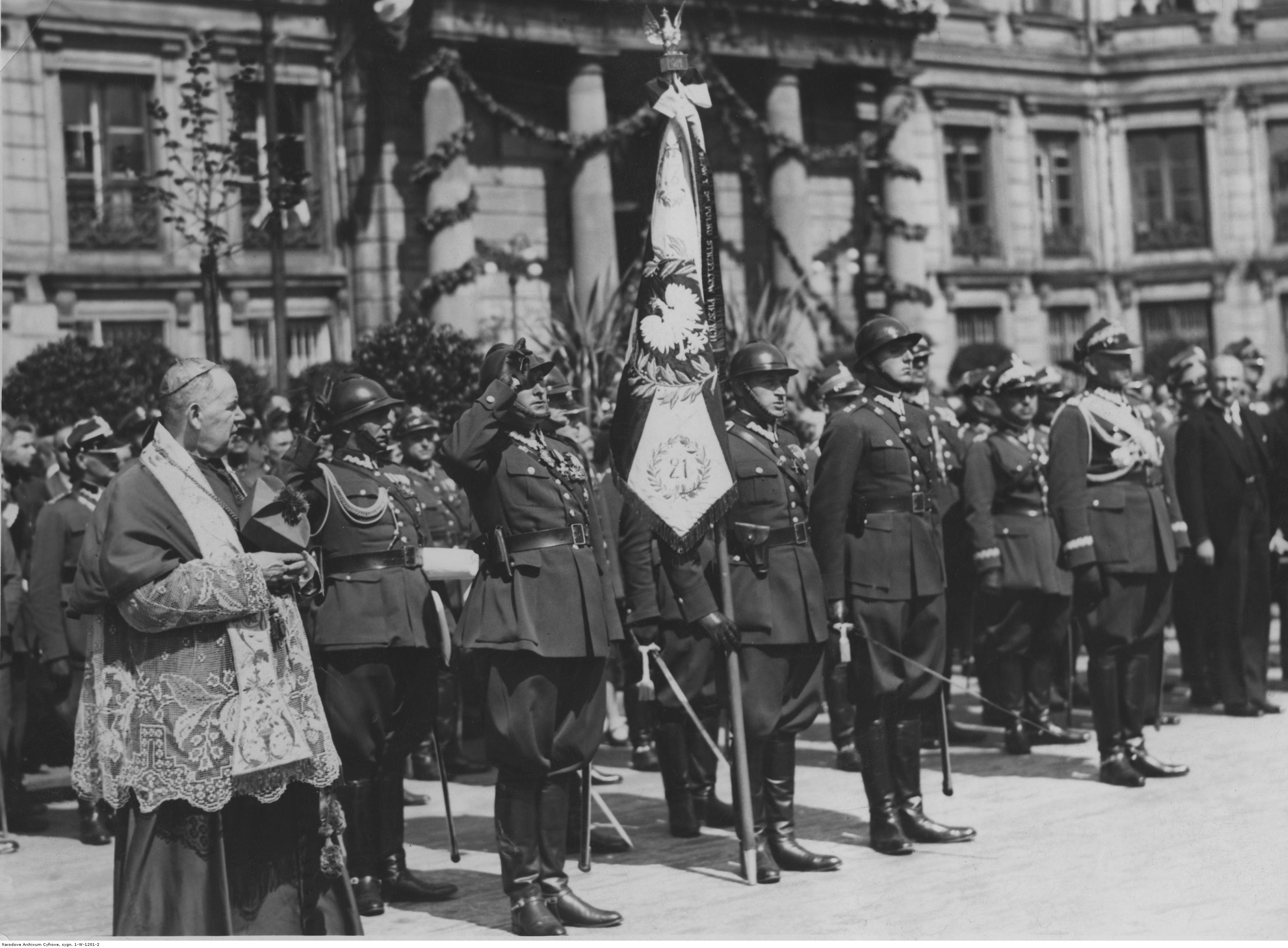
Święto 21 pp w Warszawie - poczet sztandarowy z nowo wręczonym sztandarem; sierpień 1932

### Sztandar
21 Warszawski pułk piechoty „Dzieci Warszawy“ miał dwukrotnie nadany sztandar. Pierwszy ufundowało Koło Opieki nad Pułkiem, został mu uroczyście wręczony 21 lipca 1921 roku przez Naczelnika Państwa, marszałka Józefa Piłsudskiego na Placu Saskim. Od tego dnia pełna nazwa 21 pułku piechoty brzmiała: 21 Warszawski Pułk Piechoty „Dzieci Warszawy”. Wkrótce został przekazany do Muzeum Wojska w Warszawie, gdzie znajduje się dotychczas.
Drugi sztandar pułk otrzymał również od społeczeństwa stolicy. 18 sierpnia 1932 roku Wręczył go Prezydent RP prof. Ignacy Mościcki, a według Kazimierza Satory Józef Piłsudski.
Opis sztandaru. Na ramionach krzyża wyhaftowane napisy: na górnym: Bełz 22.11.1919, na dolnym: Raków 24.V11.l919, na prawym: Halicz l4.IX.1920, na lewym: Okuniew 18.VIII.1920. Na białych polach między ramionami krzyża na tarczach: w lewym górnym rogu, daty 6.1.1831 i 11.XI.1918, w prawym górnym rogu: odznaka pamiątkowa POW, w prawym dolnym rogu Syrena, herb m.st. Warszawy. Wzdłuż drzewca umieszczona biało-czerwona wstęga. Obydwa pasma wstęgi zakończono złotą frędzlą. Na jednej wstędze wyhaftowano: 21 Warszawskiemu Pułkowi Piechoty Chorągiew Tę Ofiarowuje Stolica Dnia 18.VIII.1932 Roku, na drugiej: Spadkobiercy Sławy 5-go Pułku Strzelców Pieszych Dzieci Warszawy z Roku 1831. W drzewce wbito 21 gwoździ: 9 złotych i 12 srebrnych.
Na jego sztandarze, obok chlubnie stoczonych bojów w latach 1919–1920: „Bełz” 1919, „Raków” 1919, „Halicz” 1920, „Okuniew” 1920 zostały później dopisane: „Ciechanów” 1939, „Grochów” 1939, „ZWZC” 1940, „Żoliborz” 1944. Sztandar został udekorowany Orderem Virtuti Militari.

### Odznaka pamiątkowa
Zatwierdzona przez Ministra Spraw Wojskowych w 1929 roku. Odznaka o wymiarach 42x42 mm ma kształt krzyża tzw. palowego o ostro ściętych końcach ramion emaliowanych w kolorze białym. Na ramionach krzyża wpisano numer i inicjały „21 P.P.” oraz nałożono na dolnym ramieniu herb Warszawy. W centrum krzyża znajduje się srebrny orzeł jagielloński w otoku srebrnego i oksydowanego wieńca dębowo-laurowego. Czteroczęściowa – oficerska, wykonana w tombaku srebrzonym, emaliowana, na rewersie numerowana. Wykonawcą odznaki był Stanisław Reising z Warszawy.

## „Dzieci Warszawy”

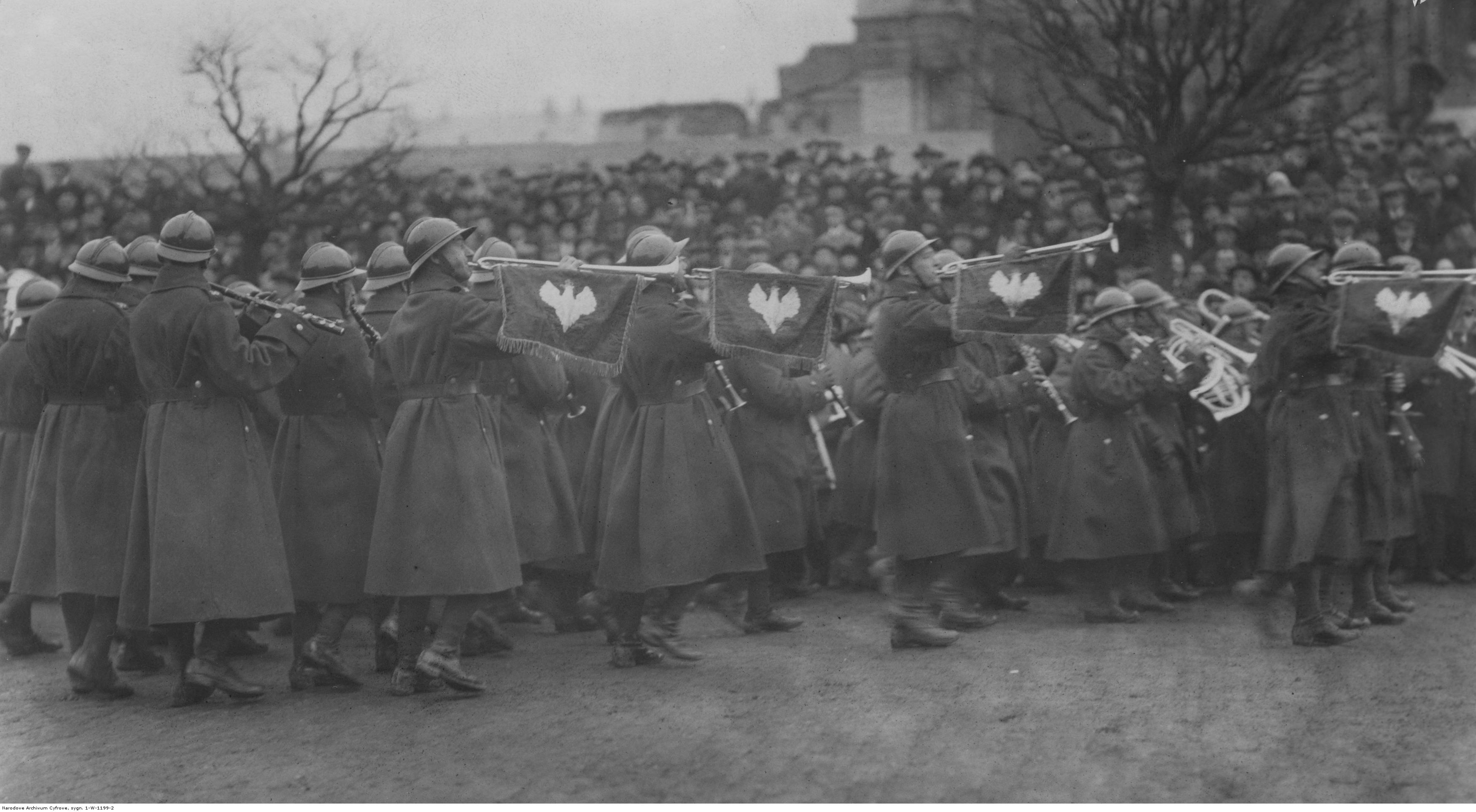
Orkiestra 21 pp podczas defilady; listopad 1925

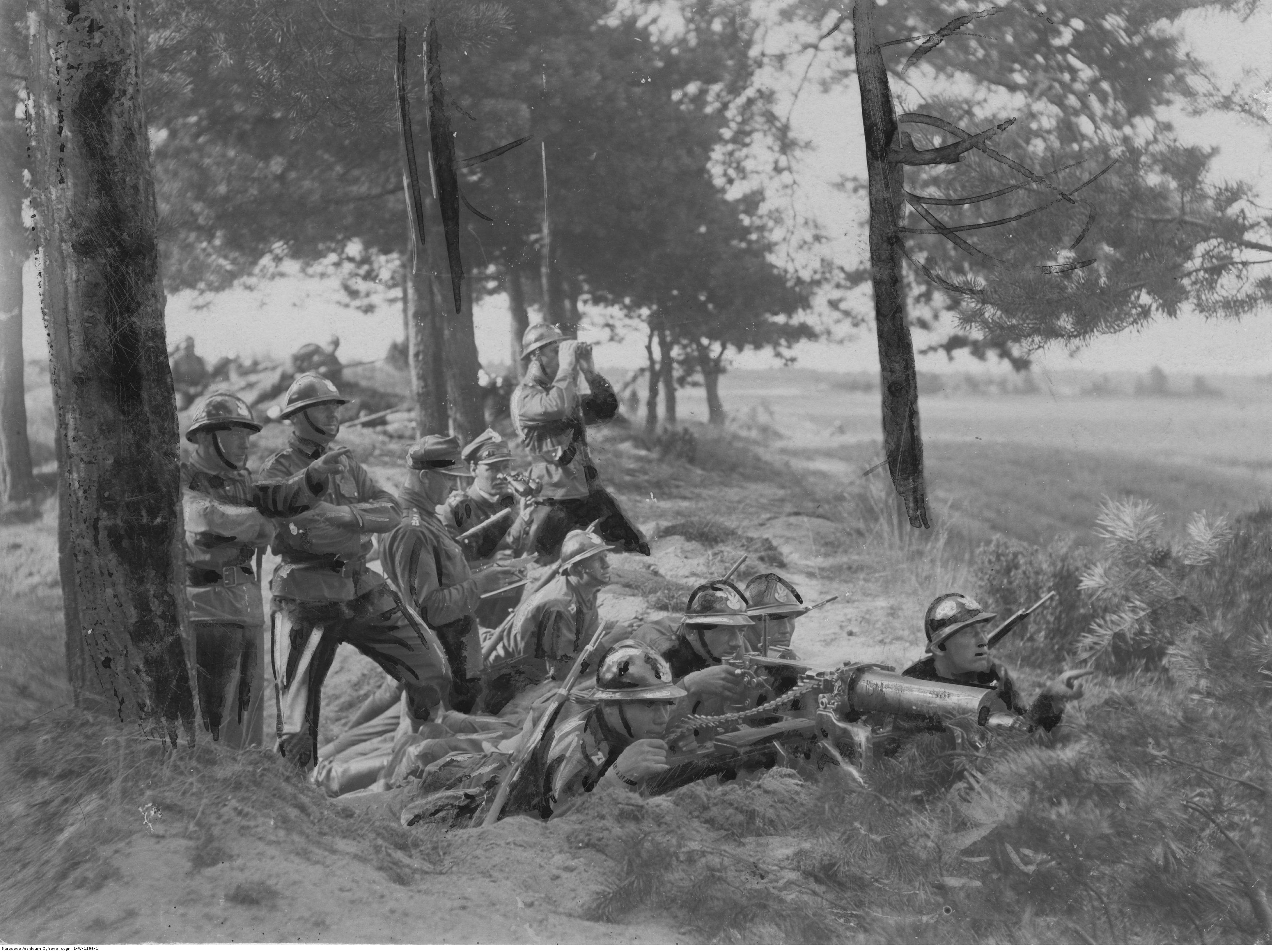
Ćwiczenia 21 pp - żołnierze z ckm na pozycji przy drodze; sierpień 1927

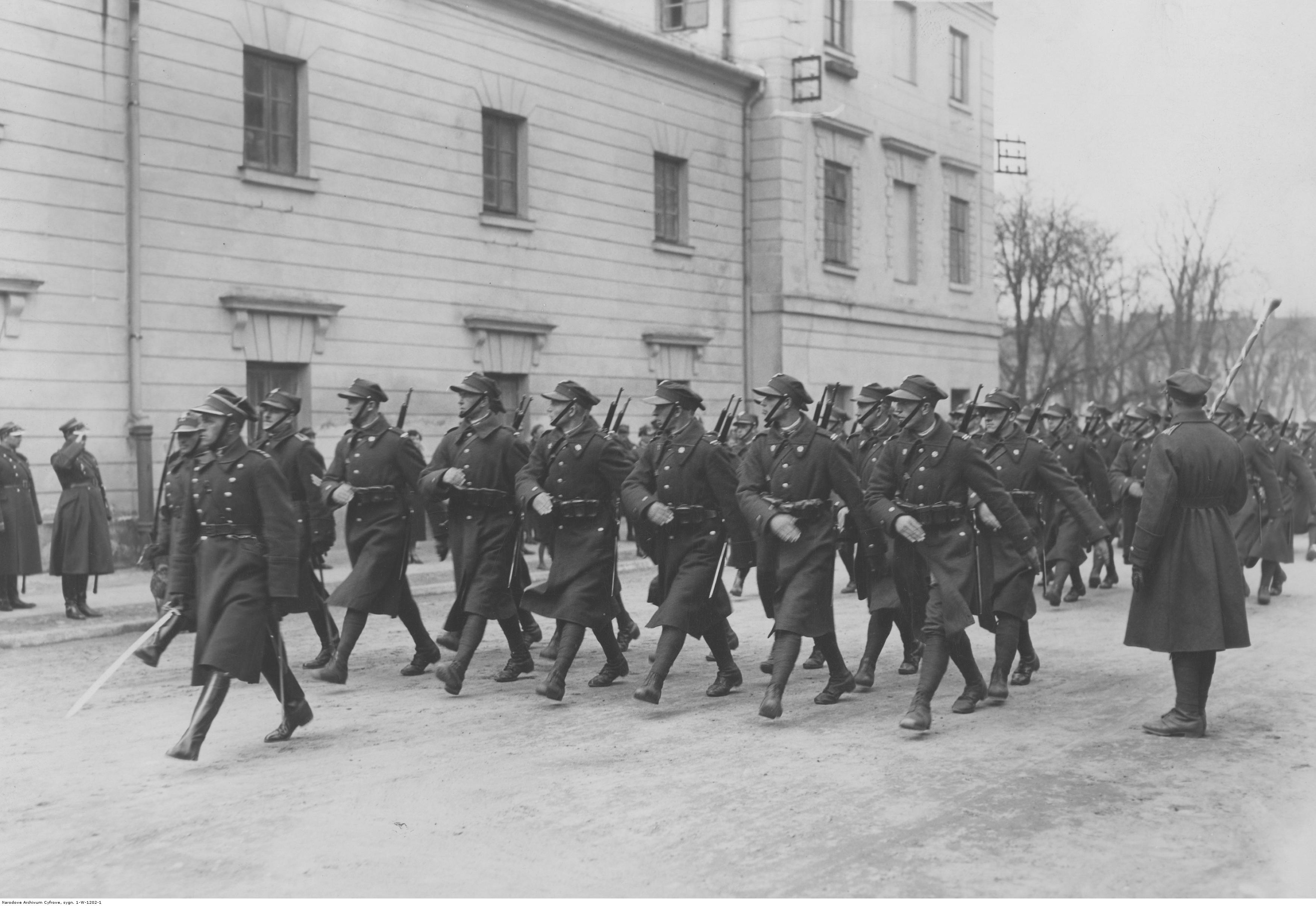
Zakończenie kursu szkoły podoficerskiej w 21 pp - defilada na terenie Cytadeli; kwiecień 1933

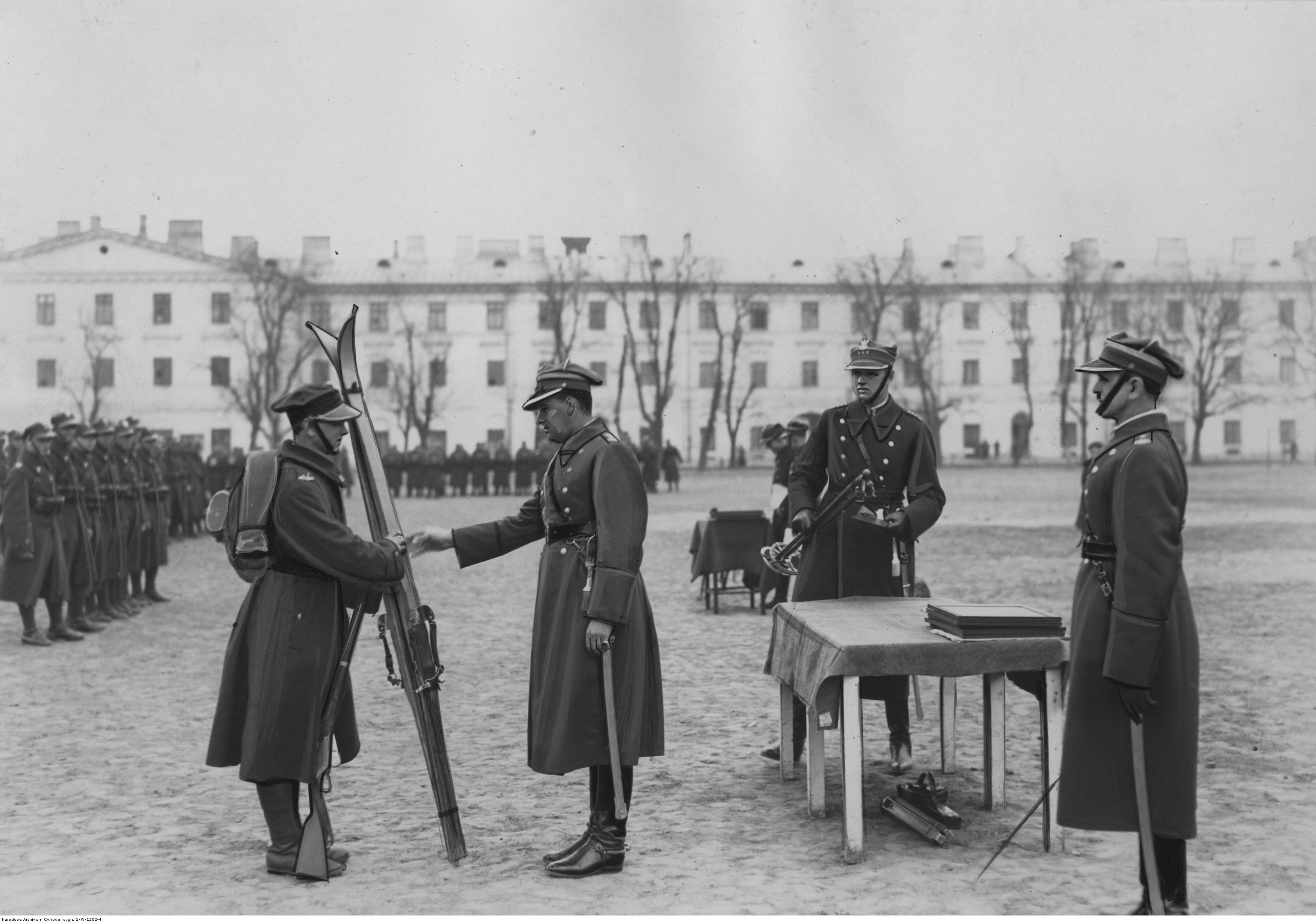
Zakończenie kursu szkoły podoficerskiej w 21 pp - d-ca płk Edward Dojan-Surówka wręcza prymusowi kursu nagrodę - narty

| Dowódcy pułku                                 | Dowódcy pułku           | Dowódcy pułku        |
| --------------------------------------------- | ----------------------- | -------------------- |
| płk Bolesław Jaźwiński                        | 11 XI 1918 – 23 II 1919 |                      |
| płk piech. Fabian Kobordo                     | 24 II – 27 XI 1919      |                      |
| mjr piech. Romuald Żurakowski                 | 28 XI 1919 – 9 III 1920 |                      |
| ppłk piech. Mieczysław Sokół-Szahin           | 10 III – 6 IV 1920      |                      |
| ppłk piech. Florian Marciszewicz              | 7-27 IV 1920            |                      |
| mjr piech. Stanisław Tarabanowicz             | 28 IV – 27 VII 1920     |                      |
| mjr piech. Romuald Żurakowski                 | 28-30 VII 1920          |                      |
| mjr piech. Zdzisław Przyjałkowski             | od 31 VII 1920          |                      |
| ppłk Romuald Żurakowski                       | 1923 – VIII 1926        | dowódca PD 28 DP     |
| płk piech. Edward Dojan-Surówka               | VIII 1926[39] – 1934    | dowódca PD 2 DP Leg. |
| płk dypl. Bolesław Stanisław Borkowski        | 1934[41] – 1938         |                      |
| płk dypl. Stanisław Sosabowski                | III – IX 1939           |                      |
| Zastępcy dowódcy pułku                        |                         |                      |
| ppłk piech. Iwo Krystyn Giżycki               | 1925[42]                |                      |
| ppłk SG inż. Otton Czuruk                     | 15 X 1925 – 24 X 1926   | GISZ                 |
| mjr / ppłk piech. Stefan Broniowski           | 23 XII 1927 – 2 XI 1928 | słuchacz WSWoj.      |
| mjr / ppłk dypl. piech. Władysław I Winiarski | 30 IV 1929 – IX 1931    | szef sztabu DOK I    |
| ppłk dypl. piech. Władysław Ryszanek          | 1 IX 1931 – 31 V 1935   | stan nieczynny       |
| ppłk dypl. Karol Hodała                       | od 15 X 1935            |                      |
| II zastępcy dowódcy pułku - kwatermistrzowie  |                         |                      |
| mjr piech. Mieczysław Duch                    | do VIII 1939            |                      |

### Żołnierze 21 pułku piechoty – ofiary zbrodni katyńskiej
Biogramy ofiar zbrodni katyńskiej znajdują się między innymi w bazach udostępnionych przez Ministerstwo Kultury i Dziedzictwa Narodowego oraz Muzeum Katyńskie
| Nazwisko i imię         | stopień      | zawód                     | miejsce pracy przed mobilizacją           | zamordowany |
| ----------------------- | ------------ | ------------------------- | ----------------------------------------- | ----------- |
| Czekański Stanisław     | por. rez.    |                           |                                           | Katyń       |
| Gaworski Stanisław      | ppor. rez.   | nauczyciel                | Szkoła Powszechna w Mogielnicy            | Katyń       |
| Kaftal Witold           | ppor. rez.   | student UW                |                                           | Katyń       |
| Kuczyński Mieczysław    | ppor. rez.   | inżynier dróg i mostów    | Kierownictwo Robót Fortyfikacyjnych nr 13 | Katyń       |
| Michalak Władysław      | ppor. rez.   | prawnik                   |                                           | Katyń       |
| Pruszyński Jan          | ppor. rez.   |                           |                                           | Katyń       |
| Zacharzewski Olgierd    | ppor. rez.   | nauczyciel, mgr           | gimnazjum w Warszawie                     | Katyń       |
| Żołędziowski Edward     | ppor. rez.   | absolwent WSH             | pracował w Poznaniu                       | Katyń       |
| Bedyński Alojzy Anroni  | ppor. rez.   | technik elektryk          |                                           | Charków     |
| Bem Władysław           | ppor. rez.   | planista ogrodnik         | Kancelaria Prezydenta RP                  | Charków     |
| Domagalski Władysław    | ppor. rez.   | inżynier chemik           |                                           | Charków     |
| Grygalewicz Edward      | por. rez.    | prawnik                   | Zarząd Miasta Warszawy                    | Charków     |
| Kozakowski Stanisław    | ppor. rez.   |                           | kier. fabryki przetworów chemicznych      | Charków     |
| Limanowski Karol        | ppor. rez.   | technik drogowo-budowlany |                                           | Charków     |
| Mioduszewski Mieczysław | por. rez.    | inżynier mechanik         | PZL w Warszawie                           | Charków     |
| Orzęcki Tadeusz ?       | podporucznik | żołnierz zawodowy         |                                           | Charków     |
| Penner Edward Alfred    | kapitan      | żołnierz zawodowy         | kmdt miejski PW Warszawa I                | Charków     |
| Radoński Tadeusz        | por. rez.    | nauczyciel                | Gimnazjum im. A. Kreczmara w Warszawie    | Charków     |
| Relich Tadeusz Ryszard  | por. rez.    | prawnik, mgr              | pracował w Warszawie                      | Charków     |
| Socha Jerzy (imię?)     | podporucznik | żołnierz zawodowy         | ?                                         | Charków     |
| Staszewski Stanisław    | ppor. rez.   | inżynier elektryk         | Biuro „A. Hoerscheimann i S-ka” Warszawa  | Charków     |
| Zabawski Romuald        | ppor. rez.   | technik budowlany         |                                           | Charków     |
| Zieliński Józef         | aspirant SW  |                           | Centralny Areszt Min. Sprawiedliwości     | Charków     |

## Odtworzenie pułku w ramach Armii Krajowej
Pomimo kapitulacji Warszawy we wrześniu 1939 pułk nie przestał istnieć. Działał w konspiracji jako pułk kadrowy, podporządkowany Komendzie Głównej ZWZ, a następnie AK pod kryptonimem „Żaglowiec”. W powstaniu warszawskim walczył w rejonie centralnego Żoliborza. Stracił w tym czasie 450 żołnierzy. Jako zwarta jednostka przestał istnieć 30 września 1944.